# Gundelsheim (Württemberg)

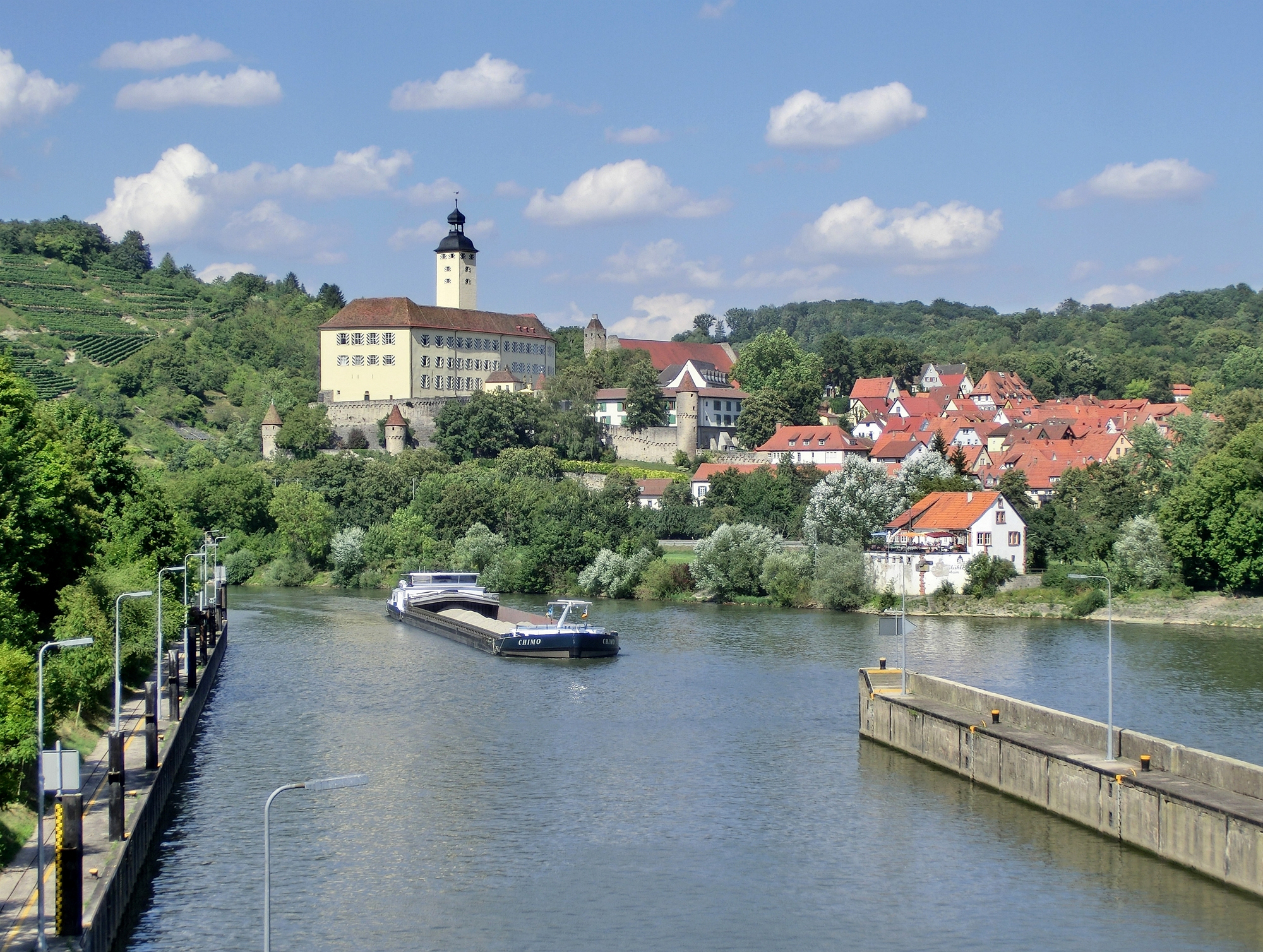
Blick auf Gundelsheim und Schloss Horneck von der Neckarschleuse

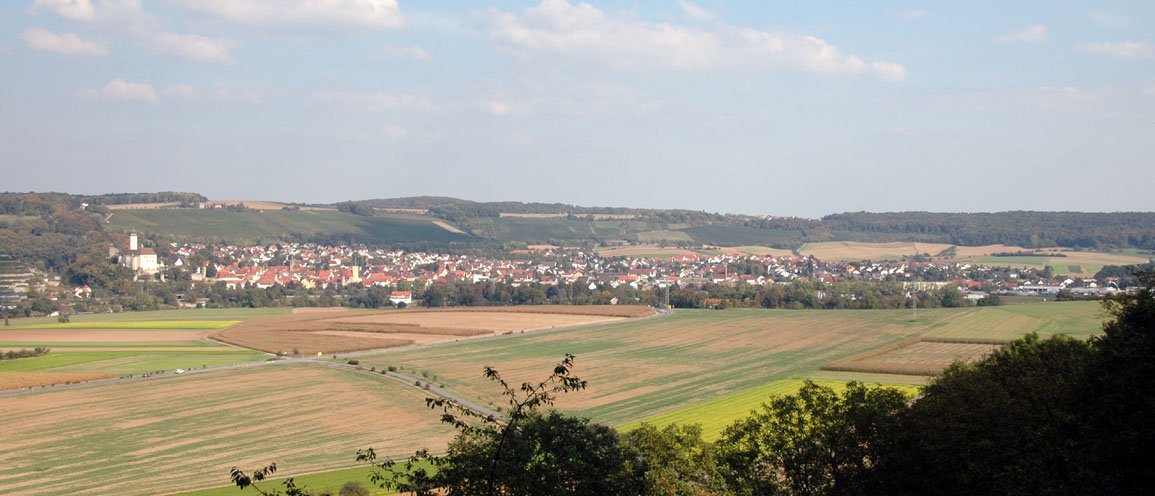
Gundelsheim von der Burg Guttenberg aus gesehen

Gundelsheim (Ausspracheⓘ) ist eine Stadt im Landkreis Heilbronn im fränkisch geprägten Norden von Baden-Württemberg. Sie gehört zur Region Heilbronn-Franken und zur Randzone der europäischen Metropolregion Stuttgart. Wegen ihrer jahrhundertelangen Zugehörigkeit zum Deutschen Orden nennt sie sich Deutschordensstadt. Durch die Stadt führt unterm Schloss vorbei die Burgenstraße, eine Ferienstraße von Deutschland nach Tschechien.

## Geographie

### Geographische Lage
Gundelsheim liegt am rechten Ufer des Neckars im Norden des Landkreises Heilbronn im Übergangsbereich des Neckarbeckens um Heilbronn zum Odenwald. Nordwestlich des Ortes und jenseits des Schlosses erstreckt sich der Michaelsberg, dessen Hochfläche das Neckartal um rund 100 Meter überragt. Der tiefe Taleinschnitt des Neckarzuflusses Anbach trennt ihn vom Siedlungsbereich. Durch den südlichen Ortsbereich fließt in flacher Mulde der neben Stauwehr und Neckarbrücke mündende, längere Lohgraben.

### Nachbargemeinden
Nachbarstädte und -gemeinden Gundelsheims sind (im Uhrzeigersinn, beginnend im Westen): Haßmersheim, Neckarzimmern und Billigheim (alle drei Neckar-Odenwald-Kreis), Neudenau, Bad Friedrichshall, Offenau und Bad Rappenau (alle vier Landkreis Heilbronn).

### Stadtgliederung
Die Stadt Gundelsheim hat die Stadtteile Gundelsheim, Bachenau, Höchstberg, Obergriesheim und Tiefenbach.
Zu Gundelsheim gehören das Dorf Böttingen, der Weiler Dornbach, die Höfe Böttinger Hof und Hohschön sowie die Wohnplätze Michaelsberg und Schloss Horneck; zu Höchstberg der Hof – früher Weiler – Bernbrunn und der Wohnplatz Bachmühle, zu Tiefenbach der Wohnplatz Müssigmühle. Auf Höchstberger Gemarkung lag auch der inzwischen abgegangene Ort Nußbaum auf dem Ilgenberg.

### Flächenaufteilung
Nach Daten des Statistischen Landesamtes, Stand 2014.

## Geschichte

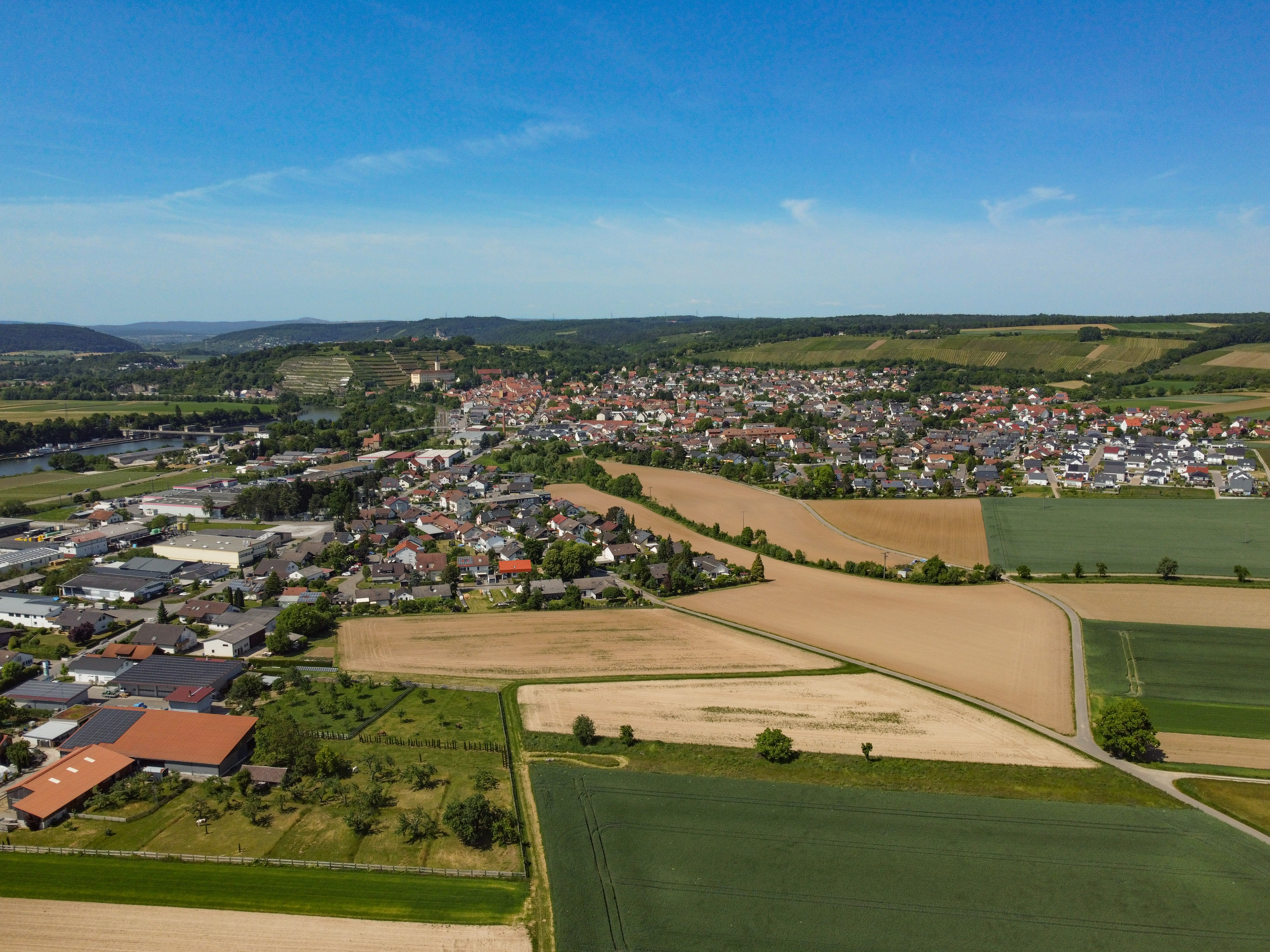
Blick auf Gundelsheim

### Bis zum 18. Jahrhundert
Die ältesten Spuren menschlicher Besiedlung aus der Gegend um Gundelsheim wurden auf dem unmittelbar nordwestlich des Ortes liegenden Michaelsberg gefunden und datieren aus der Jungsteinzeit. Der Berg war an verschiedenen Stellen in verschiedenen Epochen der Vorgeschichte besiedelt, Funde können u. a. auch der Michelsberger Kultur, der Zeit der Kelten (um 400 v. Chr.) und der Römerzeit (um 100 n. Chr.) zugeordnet werden. Die Tallagen am Fuß des Bergs wurden in früher fränkisch-alamannischer Zeit (um 300 n. Chr.) besiedelt, wovon ebenfalls Funde künden.
Erstmals wurde Gundelsheim als „Gundolfsheim“ in einer auf 766 n. Chr. datierten Urkunde im Lorscher Codex erwähnt, einem Güterverzeichnis des Klosters Lorsch, in dem auch noch weitere Schenkungen des 8. Jahrhunderts im heutigen Gundelsheim genannt werden. Der Name deutet auf eine fränkische Besiedlung unter einem Stammesfürsten Gundolf hin. Die Burg Horneck wurde vermutlich im Verlauf des 12. Jahrhunderts erbaut. Ein Ludevicus de Horneck wird 1238 genannt. Um 1250 trat Konrad von Horneck in den Deutschen Orden ein und schenkte diesem seinen Besitz in Gundelsheim und Böttingen. Der Orden gelangte wenig später in den Besitz des gesamten Ortes, dem 1378 durch Kaiser Karl IV. das Stadtrecht verliehen wurde, das König Wenzel 1398 bestätigte und um das Marktrecht erweiterte. Daraufhin wurde Gundelsheim durch Mauern, Türme und Gräben befestigt. Die mittelalterliche ummauerte Stadt erstreckte sich längs der heutigen Schloßstraße und ihrer Querstraßen von der Stadtkirche bis zur Burg.
1438 wurde die inzwischen mehrfach erweiterte Burg Horneck Residenz der Deutschmeister des Deutschen Ordens. 1500 verlieh der römisch-deutsche König Maximilian I. ein eigenes Hochgericht. Als im gleichen Jahr die Reichskreise gegründet wurden, kam Gundelsheim als ein Ort in der Deutschordensballei Franken zum Fränkischen Reichskreis.
Im Bauernkrieg des Jahres 1525 zerstörten aufständische Bauern die Burg Horneck, so dass der Deutschmeister seinen Sitz nach Mergentheim verlegte und die Burg in Gundelsheim nach dem Wiederaufbau als Schloss bis 1533 künftig lediglich eine Komturei des Deutschen Ordens war. Von 1546 bis 1552 erlitt die Stadt verschiedene Besatzungen und Plünderungen, 1611 ging die Pest um und im Dreißigjährigen Krieg trug sie von 1618 bis 1631 zunächst Truppendurchmärsche und Einquartierungen, danach gab es bis 1648 verschiedene Besatzungen, Kampfhandlungen und abermals eine Pestepidemie. Auch im Pfälzischen Erbfolgekrieg gegen Ende des 17. Jahrhunderts war die Stadt erneut das Opfer von Brandschatzung, Kontributionen und Truppendurchmärschen.
Im 18. Jahrhundert erlebte der Ort unter dem Deutschen Orden nochmals eine Blüte. Die Stadtkirche wurde 1701 renoviert, das Schloss wurde nach 1720 modernisiert, und im Ort zeugen noch heute zahlreiche barocke Wohnhäuser von einer reichen Bautätigkeit.

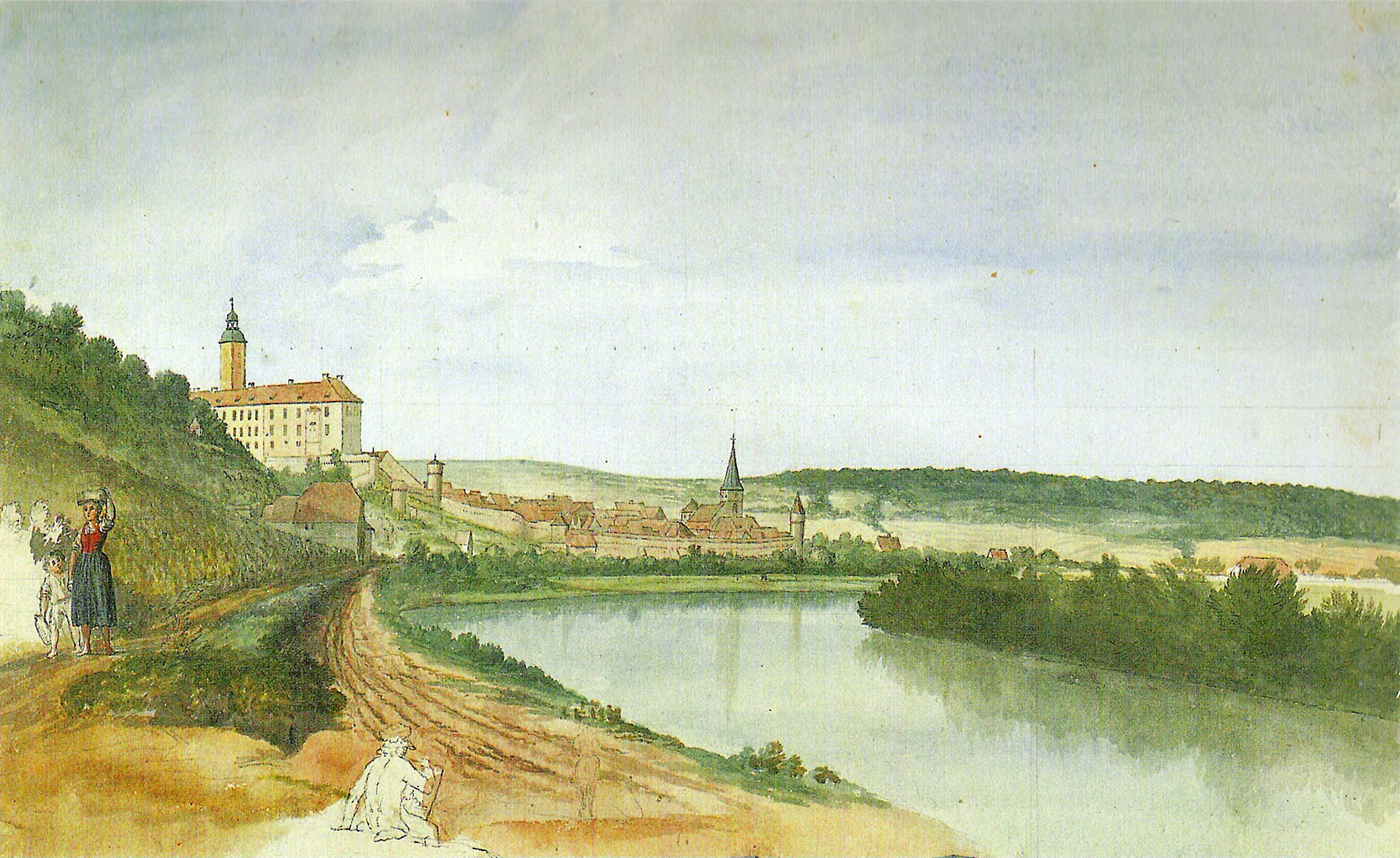
Gundelsheim mit Schloss Horneck von Norden, Ludwig Neureuther, vor 1833

### 19. Jahrhundert
Im Dezember 1805 kam Gundelsheim mit seinen damaligen Ortsteilen Tiefenbach und Höchstberg durch die Säkularisation  (Verstaatlichung des Kirchen- bzw. Ordensbesitzes infolge der Napoleonischen Kriege) und Mediatisierung (Angliederung kleinerer souveräner Herrschaften an größere Territorialherren) an das Königreich Württemberg. Gundelsheim verlor seinen Amtssitz und war bis 1817 nur noch Unteramt im Oberamt Neckarsulm. Von 1816 an, dem sogenannten Jahr ohne Sommer, herrschte bis 1818 durch Missernten großer Hunger. In württembergischer Zeit wurden rasch Stadttore, Türme und die Stadtmauer abgerissen, von denen heute nur noch Fragmente erhalten sind, und die Stadt wuchs über die mittelalterlichen Grenzen hinaus, während sich eine bürgerliche Infrastruktur bildete: einen Stadtarzt gab es seit 1829, eine Apotheke seit 1832, ein Armenhaus seit 1845 und die Freiwillige Feuerwehr seit 1863 in Gundelsheim. 1869 wurde auf der Gundelsheimer Gemarkung der Böttinger Hof erstmals erwähnt. 1878 wurde auf dem Neckar die Kettenschifffahrt aufgenommen, 1879 die Neckartalbahn erbaut und damit ein Zugang zum Streckennetz der Badischen Staatsbahnen hergestellt, die hier entlang des Neckars ab Gundelsheim auf württembergischem Staatsgebiet verliefen und erst in Jagstfeld an das Netz der Württembergischen Staatsbahnen anschlossen.

### 20. Jahrhundert
Im Zuge der Neckarkanalisierung wurde in den Jahren 1935 bis 1937 die Staustufe Gundelsheim mit Schleuse, Brücke und Wasserkraftwerk gebaut. Hierdurch wurde auch die Alte Mühle stillgelegt. Beim Einrichten der sogenannten Neckar-Enz-Stellung wurden in und um Gundelsheim unter strengster Geheimhaltung mehr als 70 Bunkeranlagen erstellt.
1938 verfügte der württembergische Reichsstatthalter Wilhelm Murr die Eingliederung Böttingens nach Gundelsheim. Ebenfalls 1938, durch die württembergische Gebietsreform während der NS-Zeit, kam Gundelsheim zum Landkreis Heilbronn.
Im April 1945 besetzten US-Truppen die Stadt. Dabei kam es zu Gefechten in Tiefenbach und an der Jagst.
Da der Ort Teil der Amerikanischen Besatzungszone geworden war, gehörte er somit seit 1945 zum neu gegründeten Land Württemberg-Baden, das 1952 im jetzigen Bundesland Baden-Württemberg aufging.
Nach dem Zweiten Weltkrieg wuchs die Bevölkerungszahl durch die Aufnahme von Heimatvertriebenen stark an. Insbesondere Siebenbürger Sachsen siedelten sich an und schufen sich auf Schloss Horneck mit dem Heimathaus Siebenbürgen ihr kulturelles Zentrum in der neuen Heimat.

### Religionen

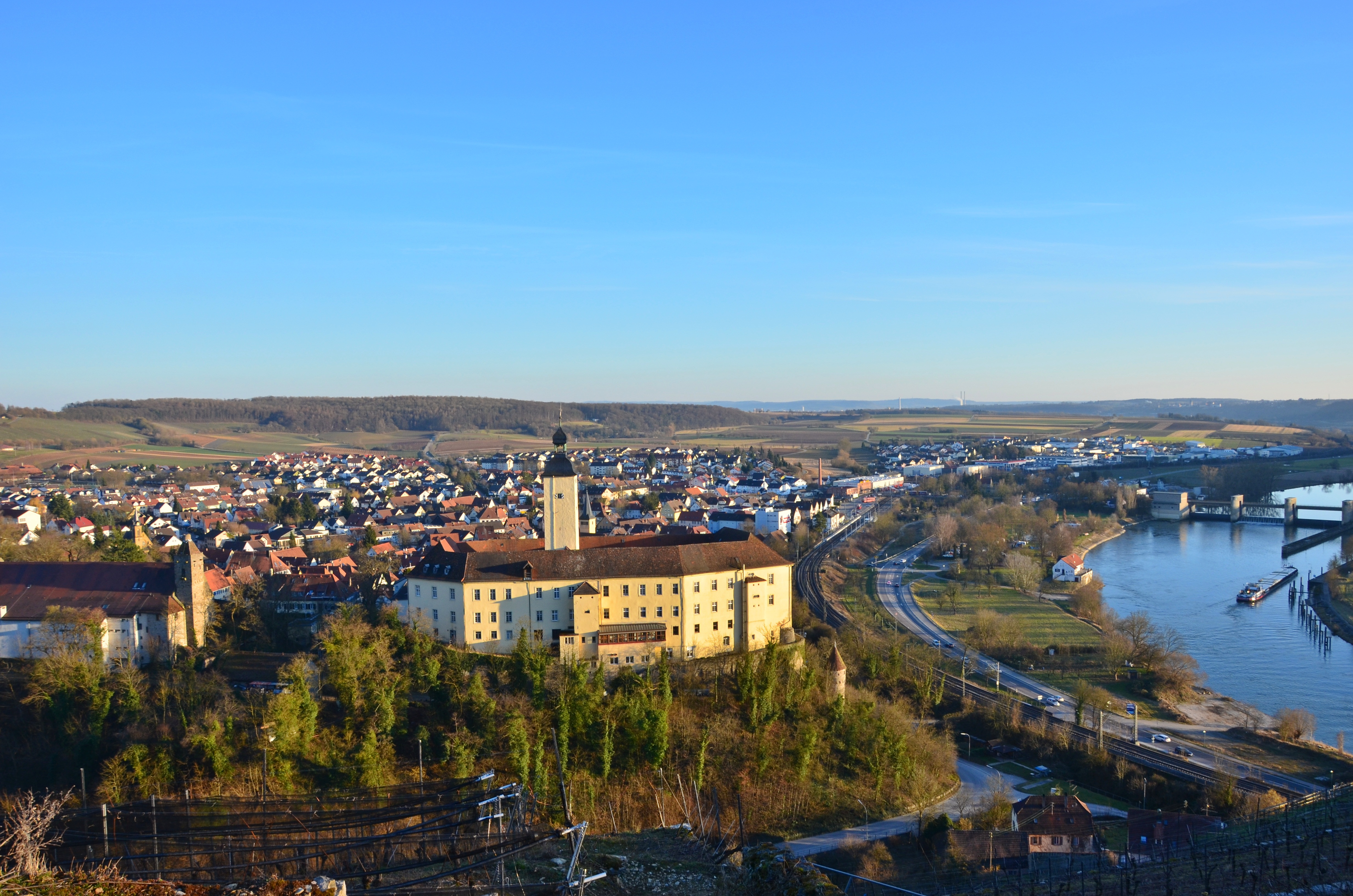
Blick vom Michaelsberg über Gundelsheim

Durch die einstige Zugehörigkeit zum Deutschen Orden war Gundelsheim bis ins frühe 19. Jahrhundert praktisch rein katholisch. Katholiken stellen auch heute noch die Mehrheit der Bevölkerung. Im 19. Jahrhundert siedelte sich erstmals eine größere Zahl von Protestanten an, die ihre von evangelischen Pfarrern der umliegenden Orte geleiteten Gottesdienste zunächst in der Schlosskapelle abhielten und sich 1895/96 die evangelische Kirche erbauten. Mit etwa 1000 Mitgliedern wurde die evangelische Gemeinde 1967 zur Pfarrei erhoben. Heute gibt es zudem eine 2006 fertiggestellte Moschee für muslimische Gläubige.
Die Jüdische Gemeinde Gundelsheim bestand bis 1938. Juden waren seit dem 16. Jahrhundert in der Stadt ansässig. Im Dreißigjährigen Krieg siedelten viele Juden aus umliegenden Dörfern nach Gundelsheim um, so dass 1644 dort 7 Familien mit 44 Personen gezählt wurden. Eine Synagoge wurde vermutlich schon im 17. Jahrhundert eingerichtet. 1705 verdoppelte der Deutsche Orden das geforderte Schutzgeld, um bedürftige Juden zum Fortzug zu bewegen. Der Orden versuchte auch, Juden aus den vornehmeren Straßen des Ortes zu verdrängen und sie auf ein abgelegenes Wohnviertel zu beschränken. 1725 wurden noch sieben jüdische Familien mit 35 bis 40 Personen gezählt, 1781 nur noch zwei Familien. 1806 gab es keine Juden mehr am Ort. In der Folgezeit haben nur noch vereinzelt Juden in Gundelsheim gelebt. 1910 und 1933 gab es jeweils neun jüdische Einwohner, die mit einer Ausnahme bis 1938 nach Amerika auswanderten.

### Eingemeindungen
- 1938: Böttingen
- 1. April 1962: Bernbrunn (Umgemeindung von Allfeld nach Höchstberg)
- 1. September 1971: Tiefenbach[6]
- 1. Januar 1974: Bachenau[7]
- 1. Januar 1975: Höchstberg, Obergriesheim[7]

### Einwohnerentwicklung
Die Einwohnerzahlen sind Volkszählungsergebnisse (¹) oder amtliche Fortschreibungen des Statistischen Landesamtes Baden-Württemberg (nur Hauptwohnsitze).
| Datum                | Einwohnerzahlen |
| -------------------- | --------------- |
| 3. Dezember 1871 ¹   | 3337            |
| 1. Dezember 1900 ¹   | 3514            |
| 17. Mai 1939 ¹       | 3759            |
| 13. September 1950 ¹ | 5287            |
| 6. Juni 1961 ¹       | 5324            |
| 27. Mai 1970 ¹       | 6049            |
| 31. Dezember 1980    | 6304            |

| Datum             | Einwohnerzahlen |
| ----------------- | --------------- |
| 31. Dezember 1990 | 6940            |
| 31. Dezember 1995 | 7393            |
| 31. Dezember 2000 | 7584            |
| 31. Dezember 2005 | 7479            |
| 31. Dezember 2010 | 7221            |
| 31. Dezember 2015 | 7258            |
| 31. Dezember 2020 | 7475            |

## Politik

### Gemeinderat

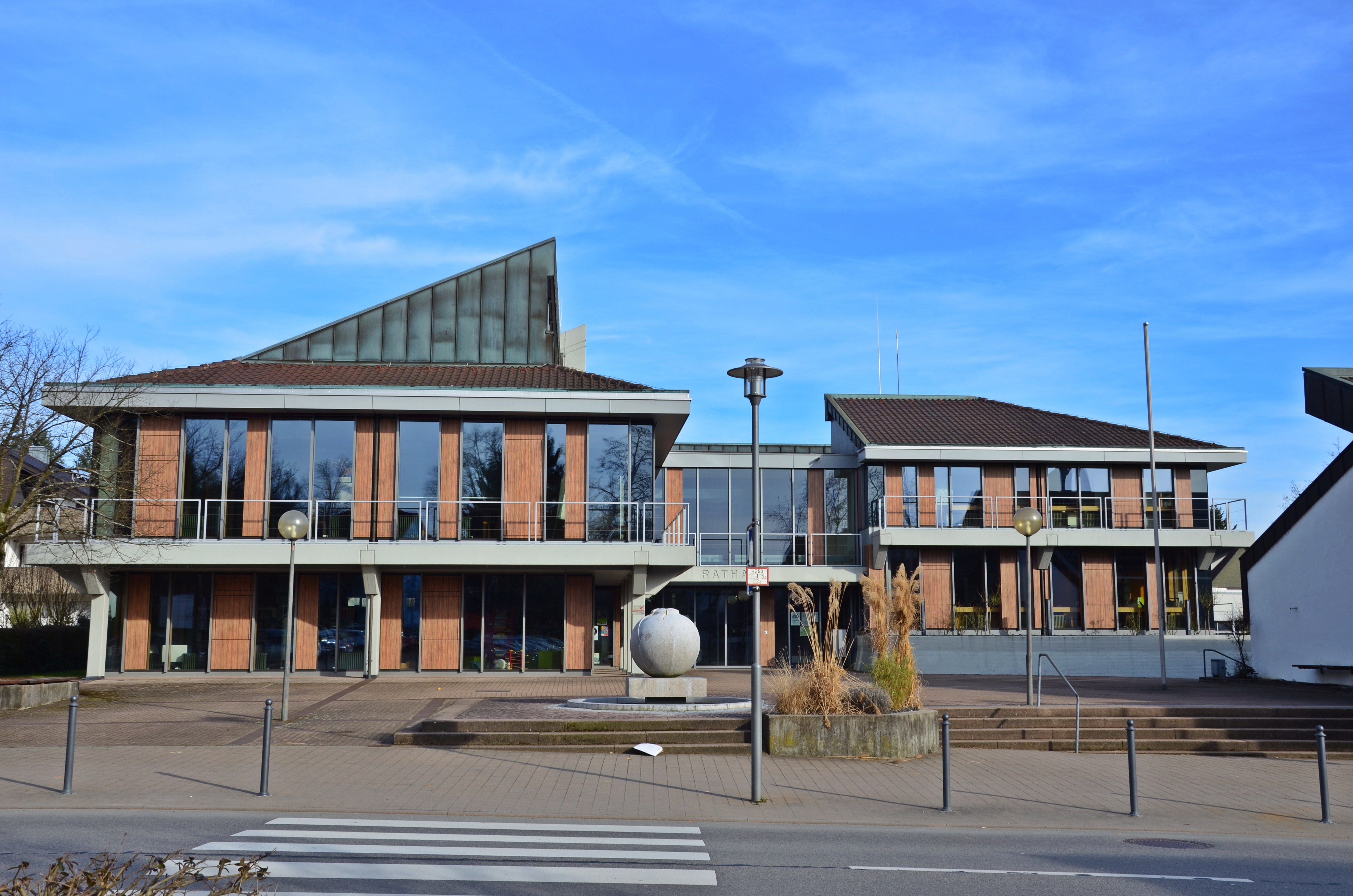
Gundelsheimer Rathaus, 2009 saniert

In Gundelsheim wird der Gemeinderat nach dem Verfahren der unechten Teilortswahl gewählt. Dabei kann sich die Zahl der Gemeinderäte durch Überhangmandate verändern. Der Gemeinderat besteht ab 2024 aus den 26 gewählten ehrenamtlichen Gemeinderäten und der Bürgermeisterin als Vorsitzende. Die Bürgermeisterin ist im Gemeinderat stimmberechtigt.
Die Kommunalwahl am 9. Juni 2024 führte bei einer Wahlbeteiligung von 65,47 % (2019: 65,8 %) zu folgendem Endergebnis.
| Partei / Liste            | Stimmenanteil    | Sitze            |                  | 2019 |
| CDU                       | 32,06 %          | 8                | 26,3 % – 7 Sitze |      |
| SPD                       | 13,36 %          | 4                | 21,0 % – 5 Sitze |      |
| Liste unabhängiger Bürger | 32,10 %          | 8                | 36,2 % – 9 Sitze |      |
| Wir Für Hier              | 22,47 %          | 6                | 15,5 % – 4 Sitze |      |
| FDP                       | nicht angetreten | nicht angetreten | 01,1 % – 0 Sitze |      |

### Bürgermeister
Am 29. April 2007 fanden Bürgermeisterwahlen statt; der Amtsinhaber Lothar Oheim trat nach 24 Jahren im Amt nicht mehr an. Seine Nachfolgerin für die kommenden acht Jahre, Heike Schokatz, wurde mit 59,6 % der Stimmen im ersten Wahlgang gewählt. Oheim wurde anlässlich seiner Verabschiedung zum Gundelsheimer Ehrenbürger ernannt; seine Nachfolgerin trat ihr Amt am 11. Juni 2007 an. 2015 wurde sie wiedergewählt mit 50 % plus einer Stimme. 2023 wurde sie mit 76,4 % der Stimmen für eine dritte Amtszeit wiedergewählt.

### Wappen und Flagge

Wappen Gundelsheims

Die Blasonierung des Gundelsheimer Wappens lautet: „In geviertem Schild; Feld 1: In Silber ein durchgehendes schwarzes Kreuz; Feld 2: Von Rot und Silber geviert, in Silber je vier (2:2) blaue Eisenhütlein; Feld 3: In Rot ein mit Kesselrinken besetztes goldenes Kreuz (Schildbeschläge); Feld 4: In Gold ein blauer Wellen-Schräglinksbalken, darunter der schwarze Großbuchstabe G.“ Die Stadtfarben sind Grün-Weiß.
Das Wappen wurde der Stadt am 13. März 1538 vom Deutschmeister Walther von Cronberg verliehen. Das erste Feld mit dem Deutschordenskreuz weist auf die Zugehörigkeit der Stadt zum Deutschen Orden hin; das zweite Feld mit den Eisenhütchen ist dem Familienwappen Cronbergs entnommen. Die sogenannte Kirchenspange des dritten Feldes ist das Wappen der Herren von Horneck, die Gundelsheim dem Deutschen Orden geschenkt hatten. Der Wellenbalken im vierten Feld deutet auf die Lage am Neckar und der Buchstabe G auf den Stadtnamen.
Die Stadt führte das Wappen auch in ihren Siegeln, deren ältestes in einem Abdruck von 1627 nachweisbar ist. Die Ursprünge des Wappens gerieten zeitweise in Vergessenheit, und ab 1904 ist ein anderes Wappen mit einem Rebstock auf einem Dreiberg nachweisbar, das ab 1936 auch in den Siegeln verwendet wurde und von dem sich die Flaggenfarben ableiten. 1937 schlug die württembergische Archivdirektion vor, das Deutschordenskreuz aus dem alten Wappen zusätzlich in das Rebstockwappen zu übernehmen, was am Widerstand des Reichsstatthalters Murr scheiterte. Die Stadt nahm anstatt des Rebstockwappens wieder ihr altes Wappen auf, das am 14. August 1957 vom baden-württembergischen Innenministerium bestätigt wurde.

## Kultur und Sehenswürdigkeiten

### Bauwerke

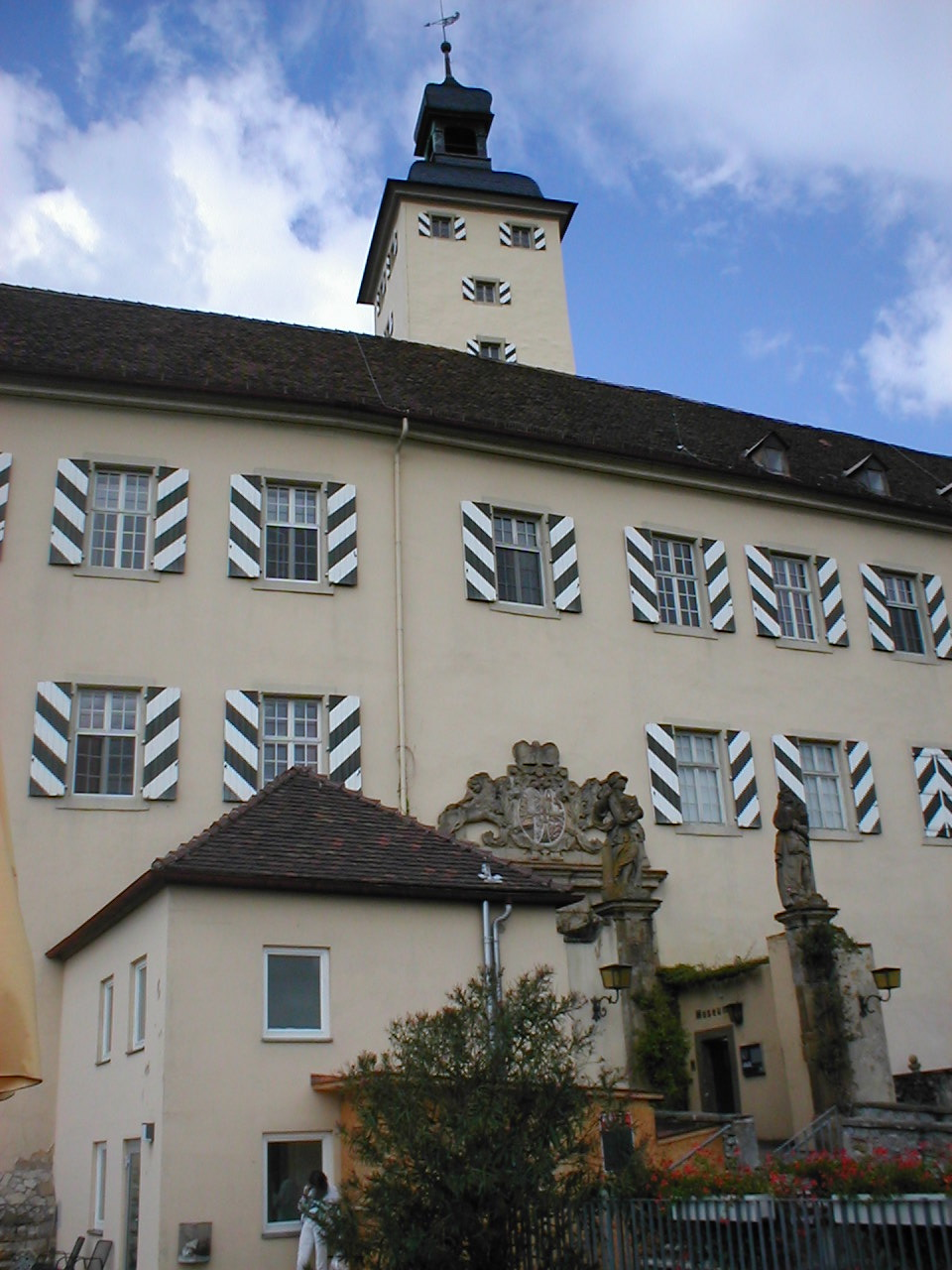
Schloss Horneck

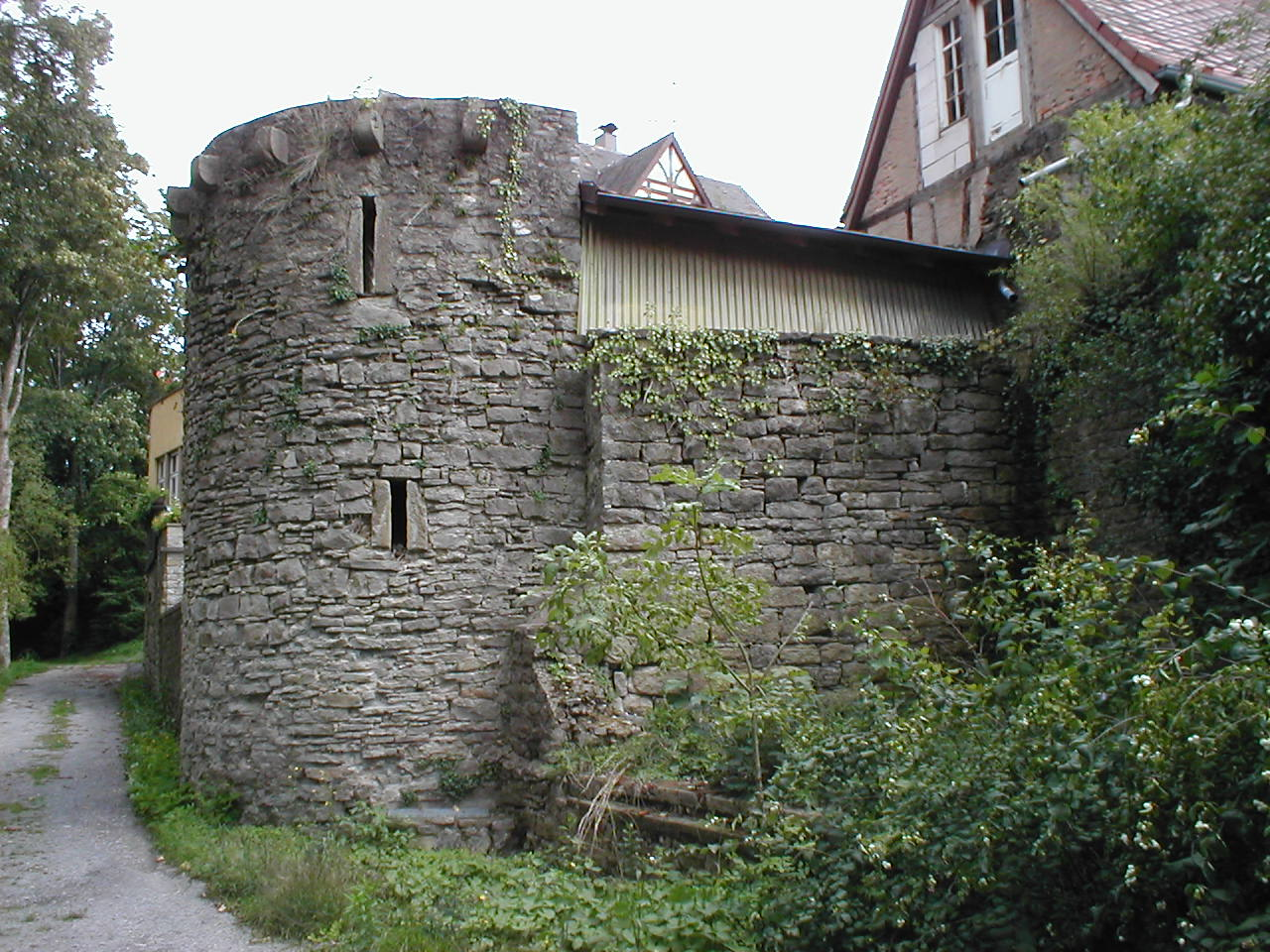
Reste der Burgbefestigung hinter der Komturei

- Schloss Horneck wurde 1533 vom Deutschen Orden auf den Ruinen der alten Burg Horneck errichtet, die im Bauernkrieg 1525 zerstört worden war. Der weitgehend erhalten gebliebene, 35 Meter hohe Bergfried wurde der Turm der neuen renaissancezeitlichen, siebeneckigen Schlossanlage. 1724 wurde der Bau barockisiert, dabei wurden die Renaissance-Erker und -Türme abgerissen. Ab 1897 diente das Schloss nacheinander als Sanatorium, Lazarett und Lungenheilstätte. Seit 1960 beherbergt das Schloss das Heimathaus Siebenbürgen, ein Alten- und Pflegeheim, das Siebenbürgische Museum und das Siebenbürgen-Institut, das kulturelle Zentrum der Siebenbürger Sachsen. Sehenswert sind u. a. zwei Gipsabgüsse von Epitaphen einiger Deutschordensritter des 15./16. Jahrhundert im Torbau des Schlossgebäudes.
- Neben den eigentlichen Schlossgebäuden umfasst die historische Anlage mehrere spätmittelalterliche Wehrtürme, die früheren Komtureigebäude aus dem 16. Jahrhundert sowie das Prunktor zur Schloßstraße mit Büsten von drei Deutschordensmeistern. In der mittelalterlichen Mauer beim Prunktor sind zwei Reliefs unbekannter Herkunft eingemauert, die vermutlich aus römischer Zeit stammen und den Gott Hermes sowie einen römischen Offizier zeigen. Vor ihr wurde in neuerer Zeit ein Kriegerdenkmal für die gefallenen Soldaten beider Weltkriege errichtet.

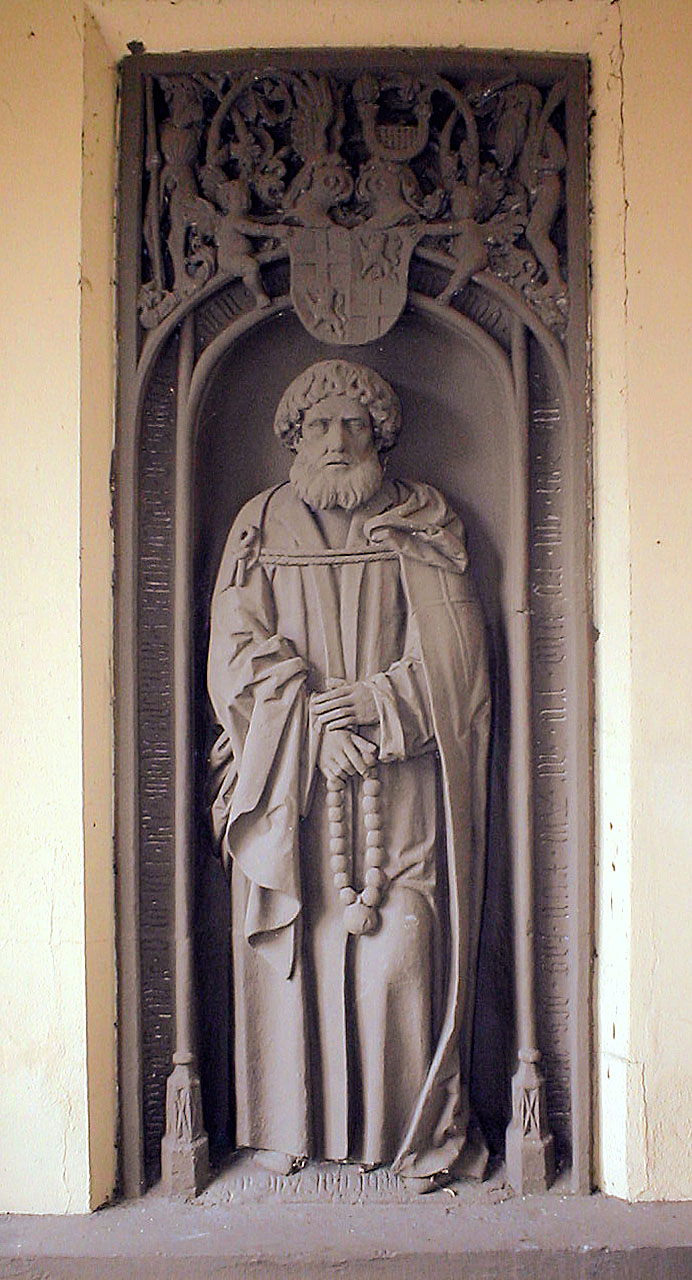
Epitaph für Johann Adelmann von Adelmannsfelden im Torhaus des Schlosses
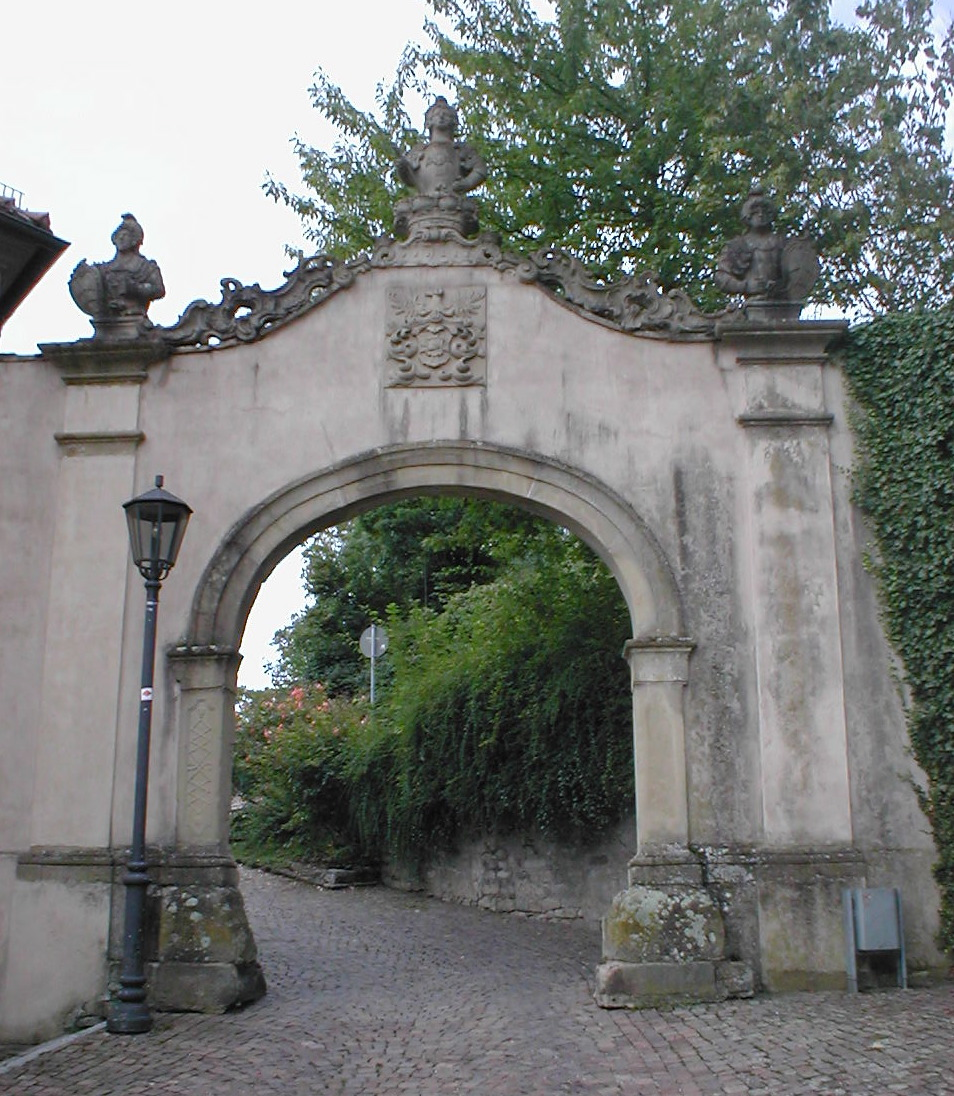
Schloss Horneck, Prunktor mit Büsten
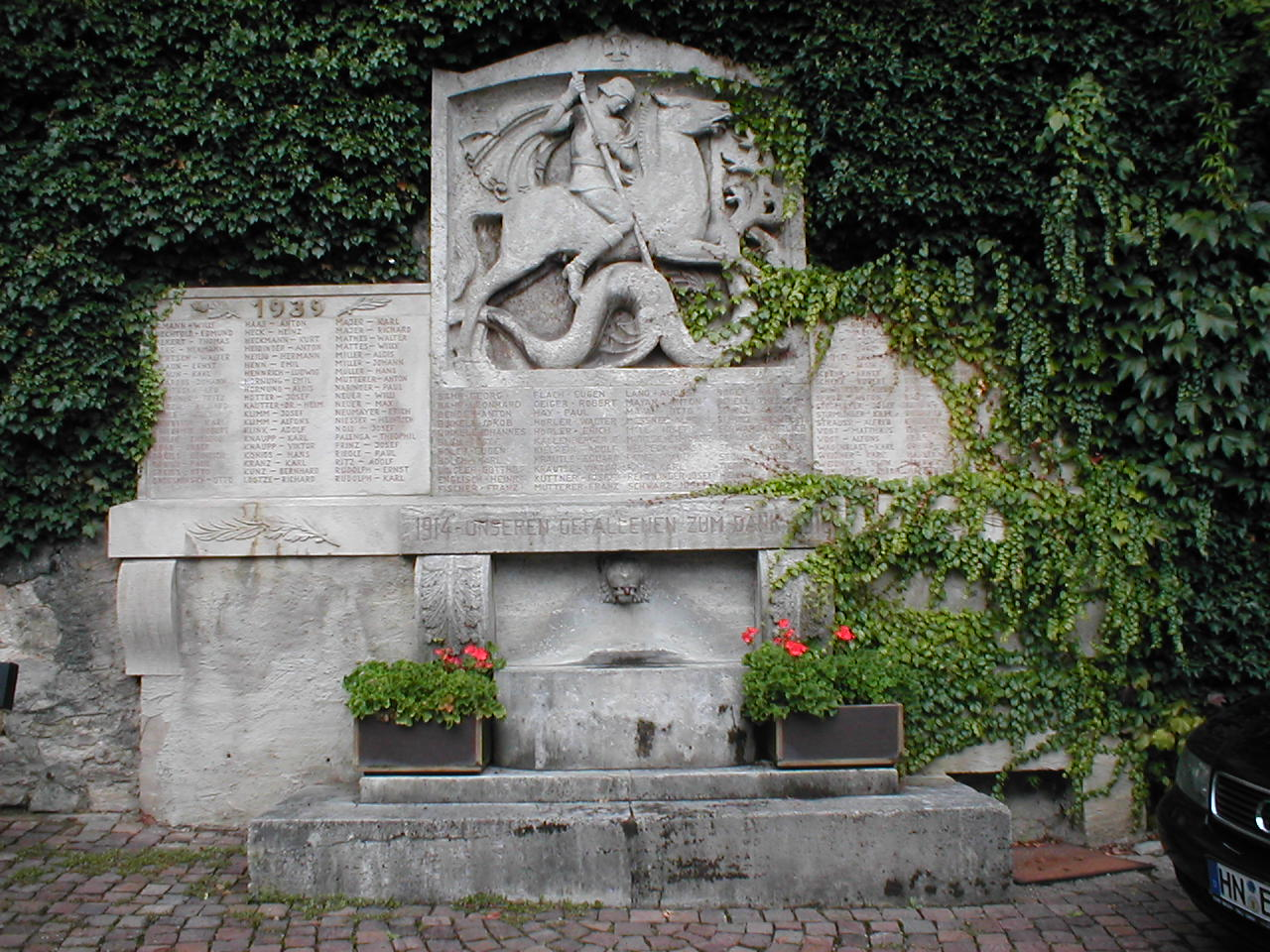
Kriegerdenkmal 1914–18

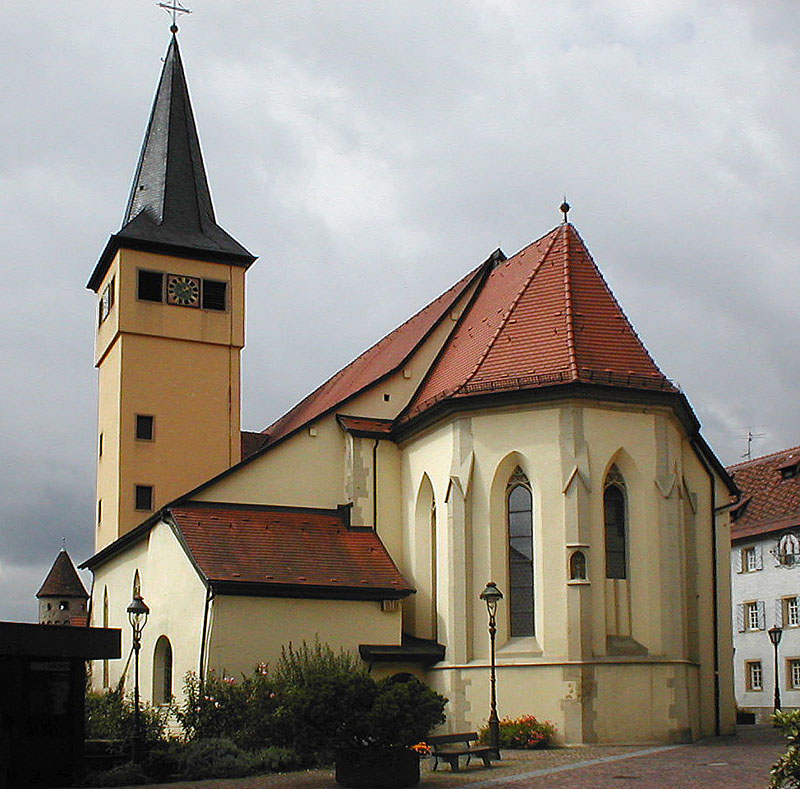
Stadtpfarrkirche St. Nikolaus

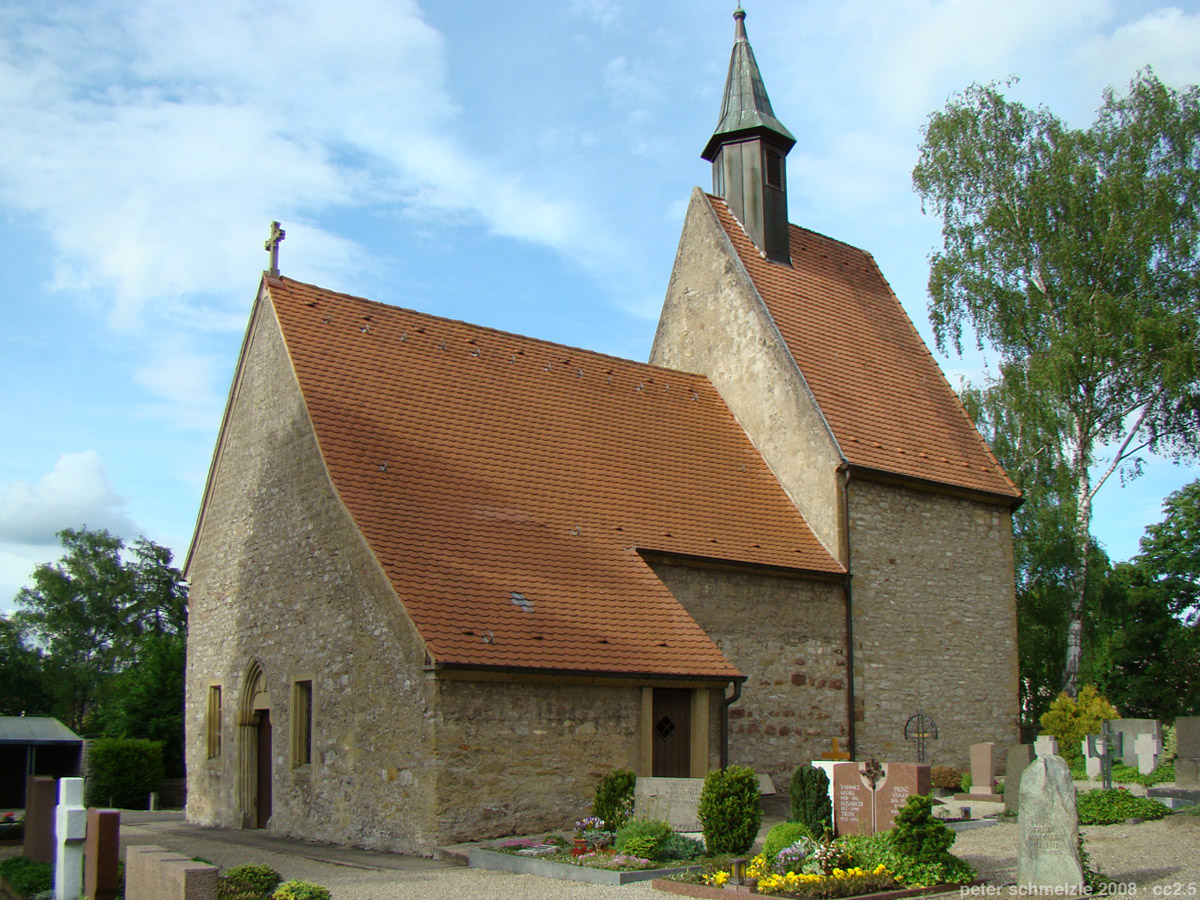
Georgskapelle

- Die katholische Stadtpfarrkirche St. Nikolaus ist die ehemalige Spitalkirche des Deutschen Ordens, die wiederum auf eine mittelalterliche Anna-Kapelle zurückgeht. Das mit dem Chor nach Osten ausgerichtete Bauwerk wurde im 15. Jahrhundert nach Süden um eine Frühmess-Kapelle mit gotischem Netzgewölbe und um einen Turm erweitert, 1701 barockisiert. Das Kirchenschiff wurde 1922/23 nach Westen und Norden erweitert, so dass der 1976 erneuerte, ursprüngliche Westturm heute in der Mitte der Kirche steht. In der Kirche gibt es mehrere historische Altäre und Epitaphe.
- Die Apotheke nördlich der Stadtkirche wurde um 1550 errichtet und 1595 vom Deutschen Orden als Ersatz für das ursprünglich westlich direkt an die Spitalkirche anschließende Spital erworben. Es war 1525 im Bauernkrieg zerstört, danach wieder aufgebaut worden, und erwies sich nun als zu klein. Das Gebäude weist einen markanten Renaissance-Erker auf, die daneben befindliche Barockstatue zeigt die heilige Elisabeth von Thüringen mit einem Bettler und stammt von 1777. Seit 1832 befindet sich in dem Gebäude eine Apotheke.
- Die Georgskapelle auf dem Friedhof ist die ursprüngliche Stadtkirche von Gundelsheim. Sie ist seit 1295 nachgewiesen und hat einen gegenüber dem Langhaus auffällig überhöhten Chor mit Dachreiter. Das niedere Langhaus ist der ältere Gebäudeteil, der überhöhte Chor wurde 1473 ergänzt. Von 1449 bis zur Reformation besaß das Heilig-Grab-Kloster Speyer den Kirchsatz dafür und war für die Unterhaltung zuständig.[13] Nach ihrer schweren Beschädigung durch einen Tieffliegerangriff am 19. März 1945 begann Stadtpfarrer Rezbach im Juni 1945 mit der Wiederherstellung, die im Juni 1946 abgeschlossen war. Zwei Gedenksteine an der Kapelle erinnern als Kriegergedächtnismal an die Gefallenen der beiden Weltkriege.[14]

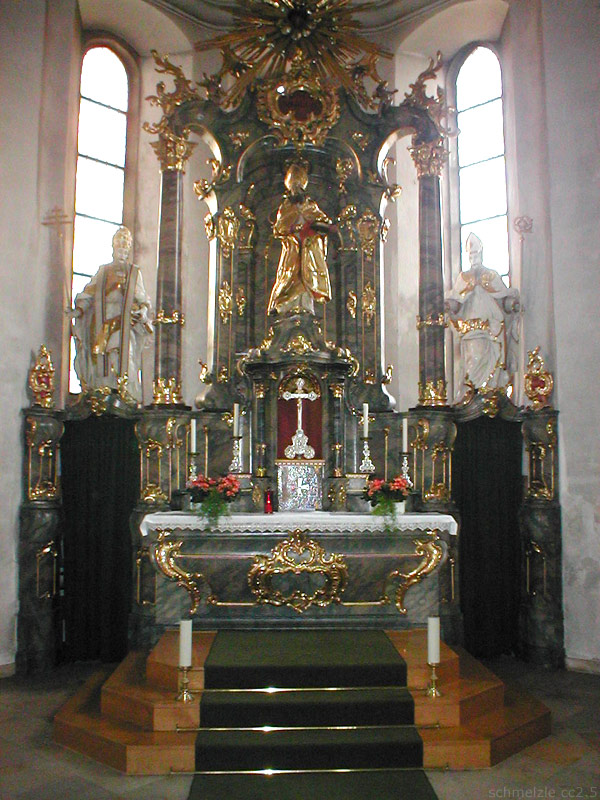
Hauptaltar der Stadtpfarrkirche
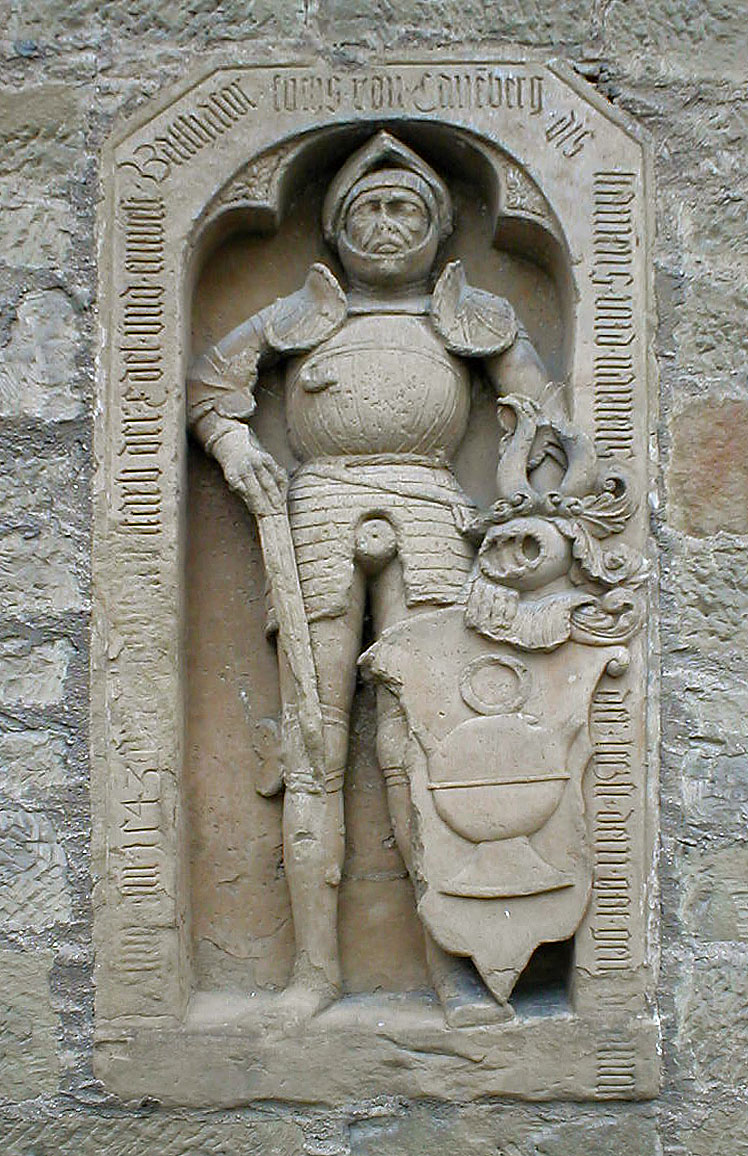
Epitaph für Fuchs von Kannenberg an der Stadtkirche
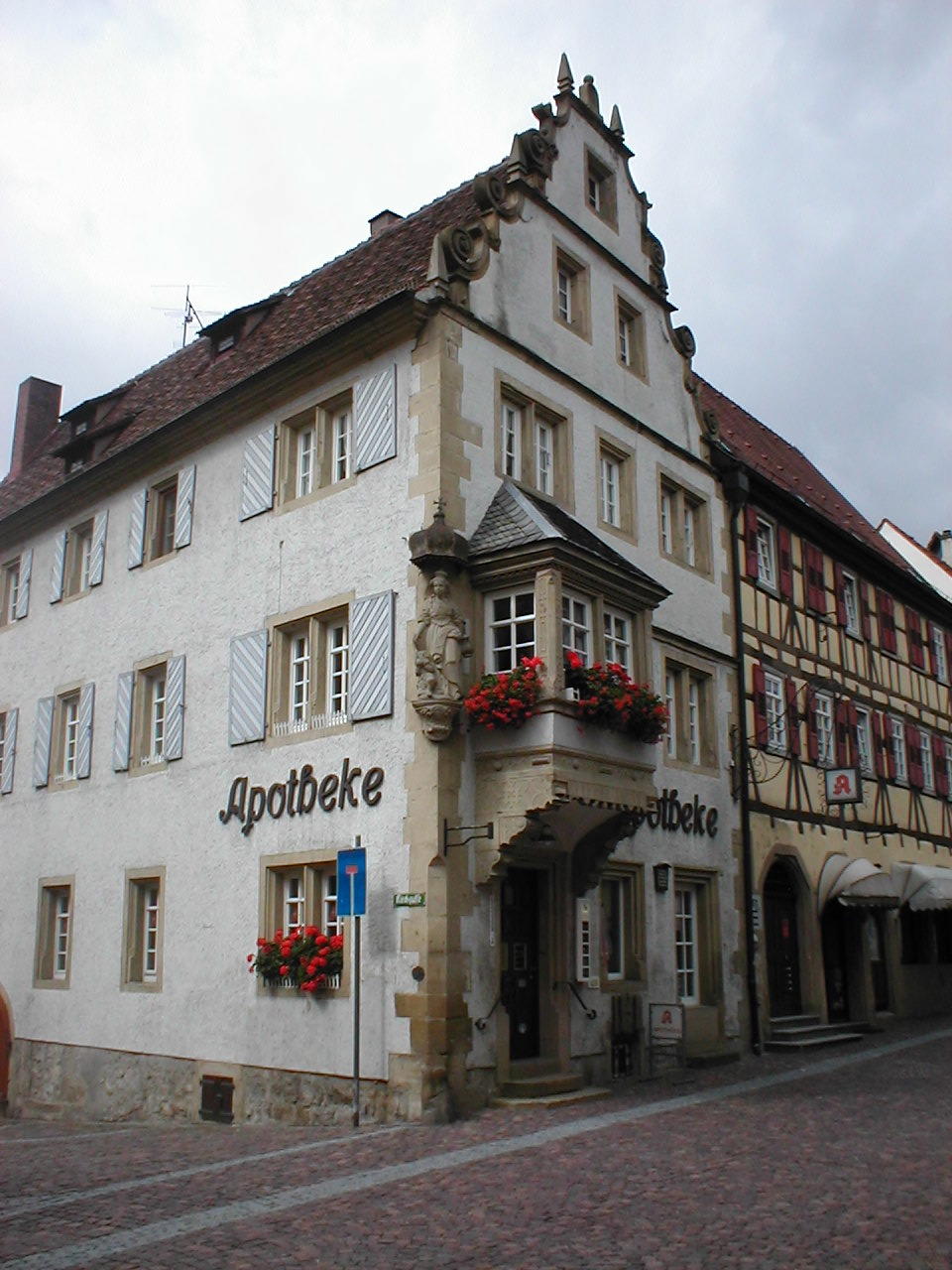
Apotheke (Altes Spital)

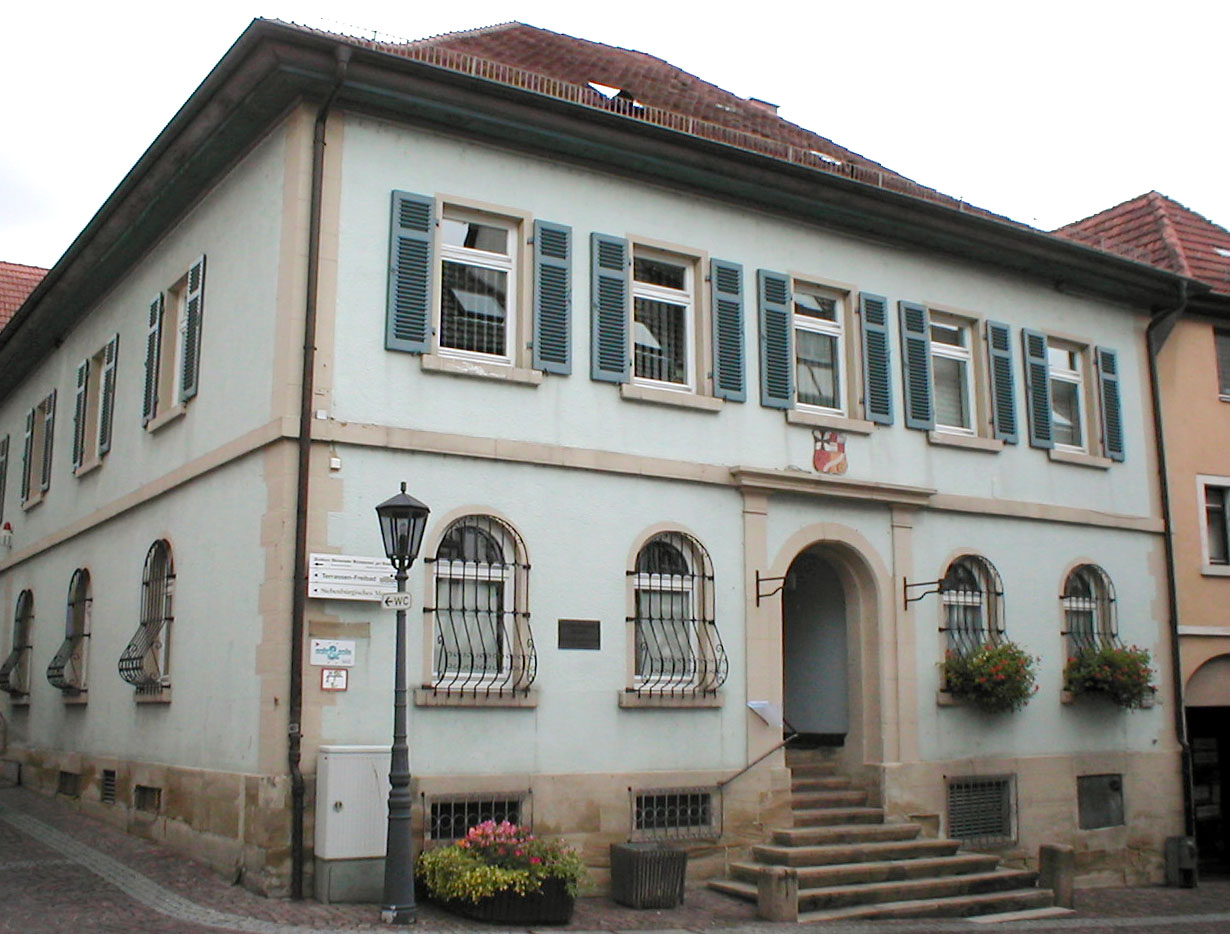
Altes Rathaus 1860–1979

- Nördlich an die Apotheke schließt sich das alte Schul- und Rathaus an, das 1541 errichtet wurde und bis 1860 Rathaus, danach Schule war. Schräg gegenüber steht das zweite Rathaus, das von 1860 bis 1979 Verwaltungssitz der Stadt war, bevor der heutige moderne Zweckbau in der Tiefenbacher Straße errichtet wurde. In der Schulgasse steht ein altes Schulhaus, in dem von 1785 bis 1910 unterrichtet wurde.
- An der ehemaligen Deutschordens-Bannwirtschaft in der Schloßstraße befindet sich das Wappen des Komturs Johann Christoph von Buseck (1687–1759). In diesem Gebäude wurde Götz von Berlichingen im Bauernkrieg 1525 zum Feldhauptmann der aufständischen Bauern ernannt.

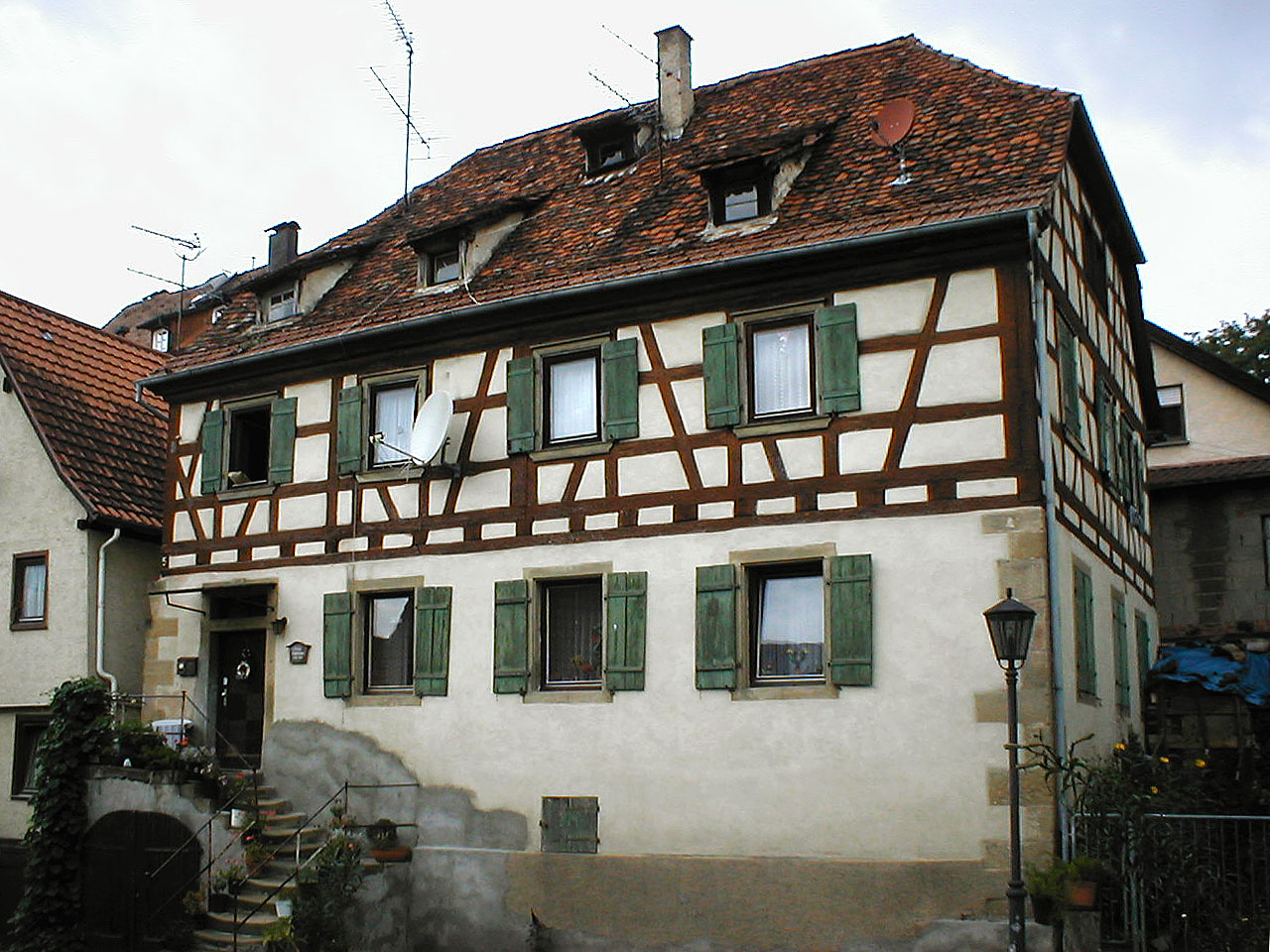
Altes Schulhaus 1785–1910
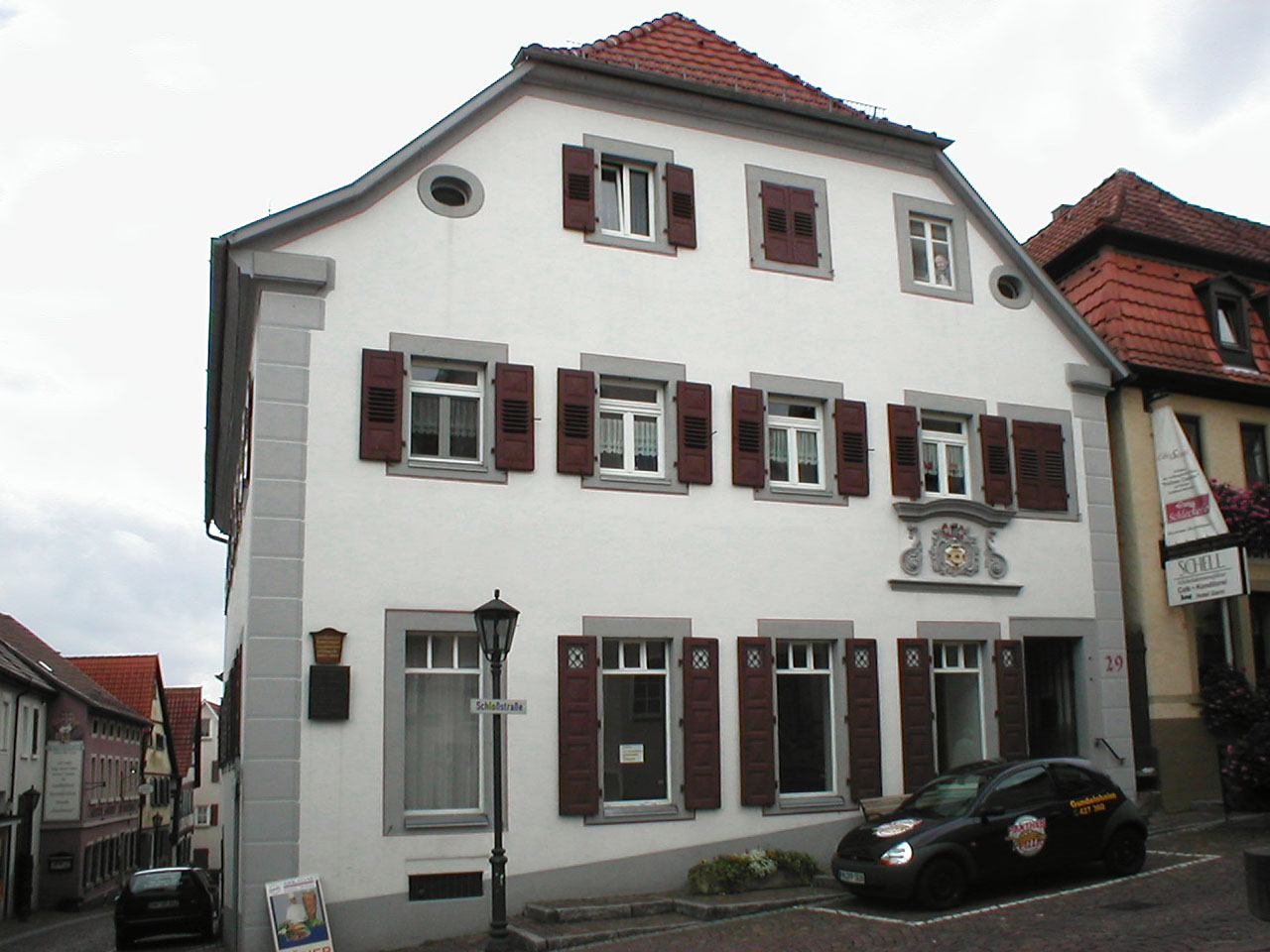
Ehemalige Bannwirtschaft des Deutschordens
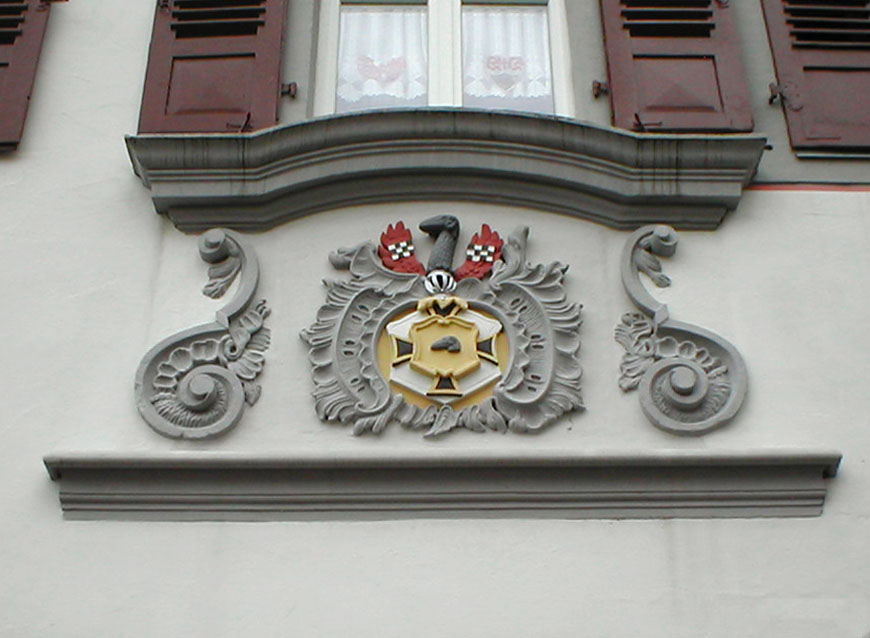
Wappen des Komtur von Buseck

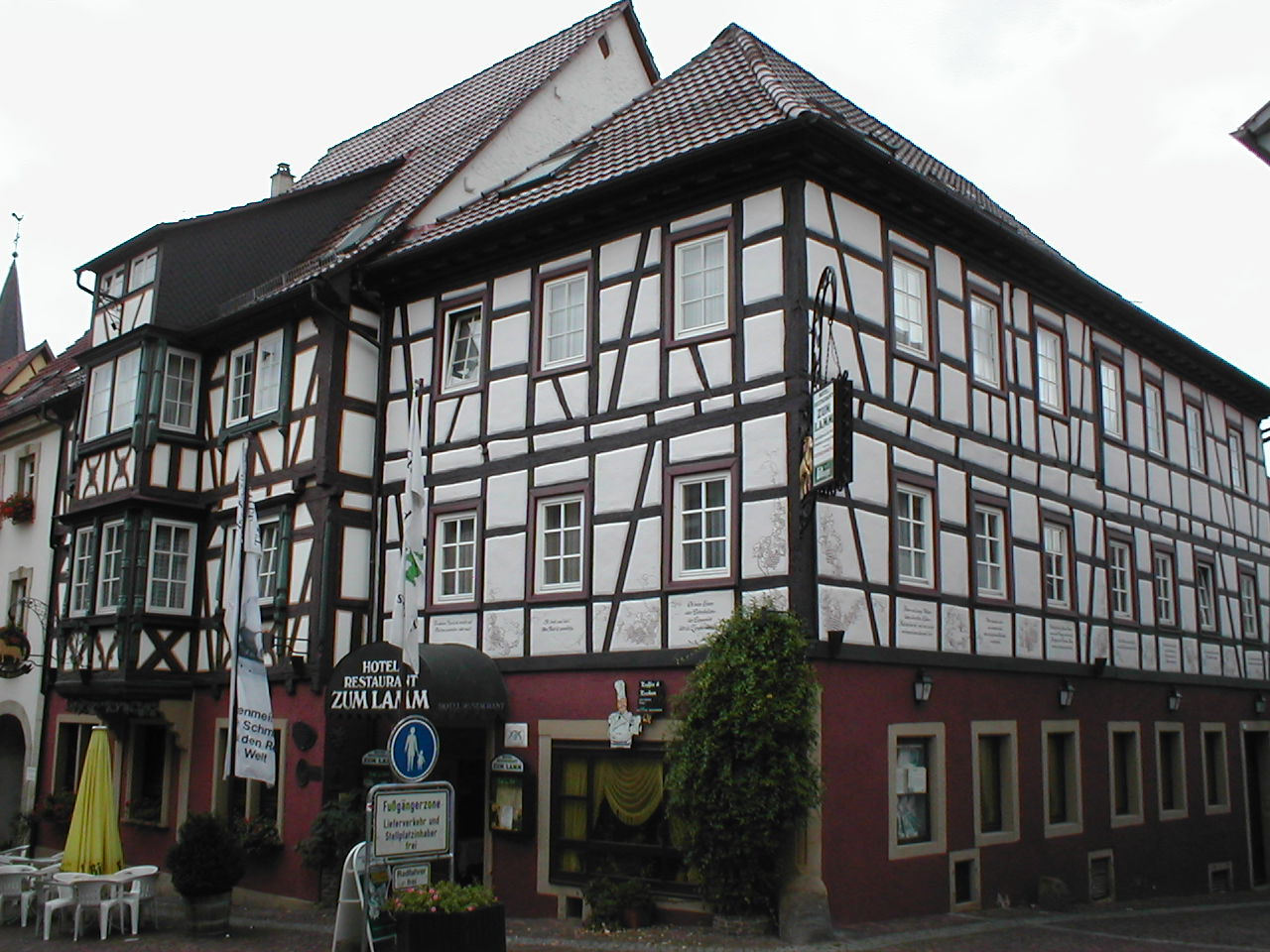
Historisches Gasthaus Zum Lamm

- Die Altstadt von Gundelsheim ist reich an historischem Baubestand. Viele Fachwerkhäuser datieren auf das 17. und 18. Jahrhundert, darunter das historische Gasthaus Zum Lamm von 1692. Auffällig ist das Gebäude in der Wintergasse 3, das im Louis-seize-Stil mit zierlichen Sandsteinfensterbrüstungen und Sandsteinbänken gearbeitet ist und bis zu einer Renovierung einen offenen Vorhof hatte. Dieser Baustil ist in Südwestdeutschland sehr selten anzutreffen.
- In der Schloßstraße gibt es neben historischen Gebäuden auch zwei barocke Heiligenfiguren auf Säulen. Die eine, ein Heiliger Michael, stammt aus dem Jahr 1751, auf der zweiten Säule steht eine Maria Immaculata von 1772.

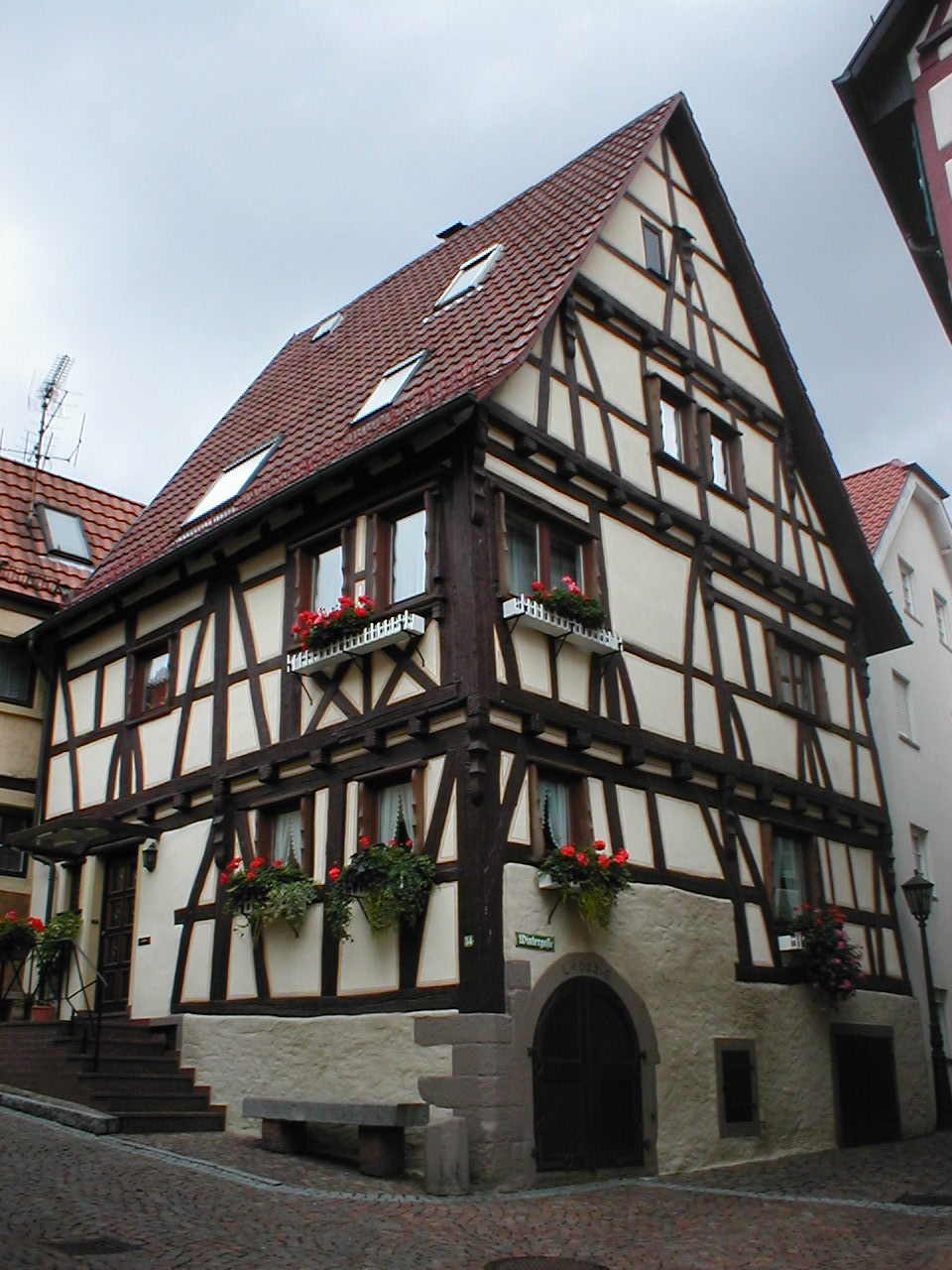
Fachwerkbau mit Gewölbekeller von 1607
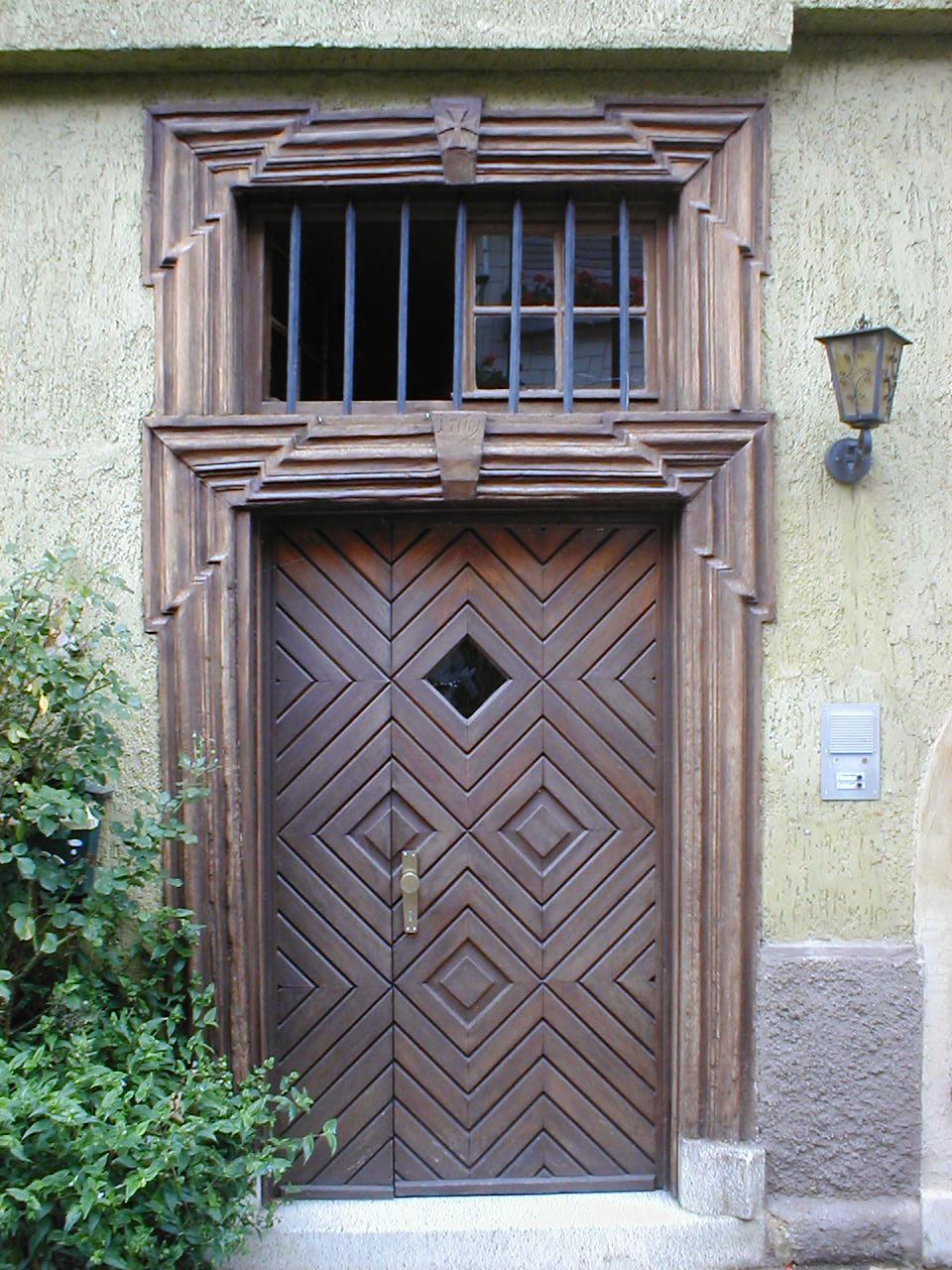
Barocktür von 1769 mit Deutschordenskreuz
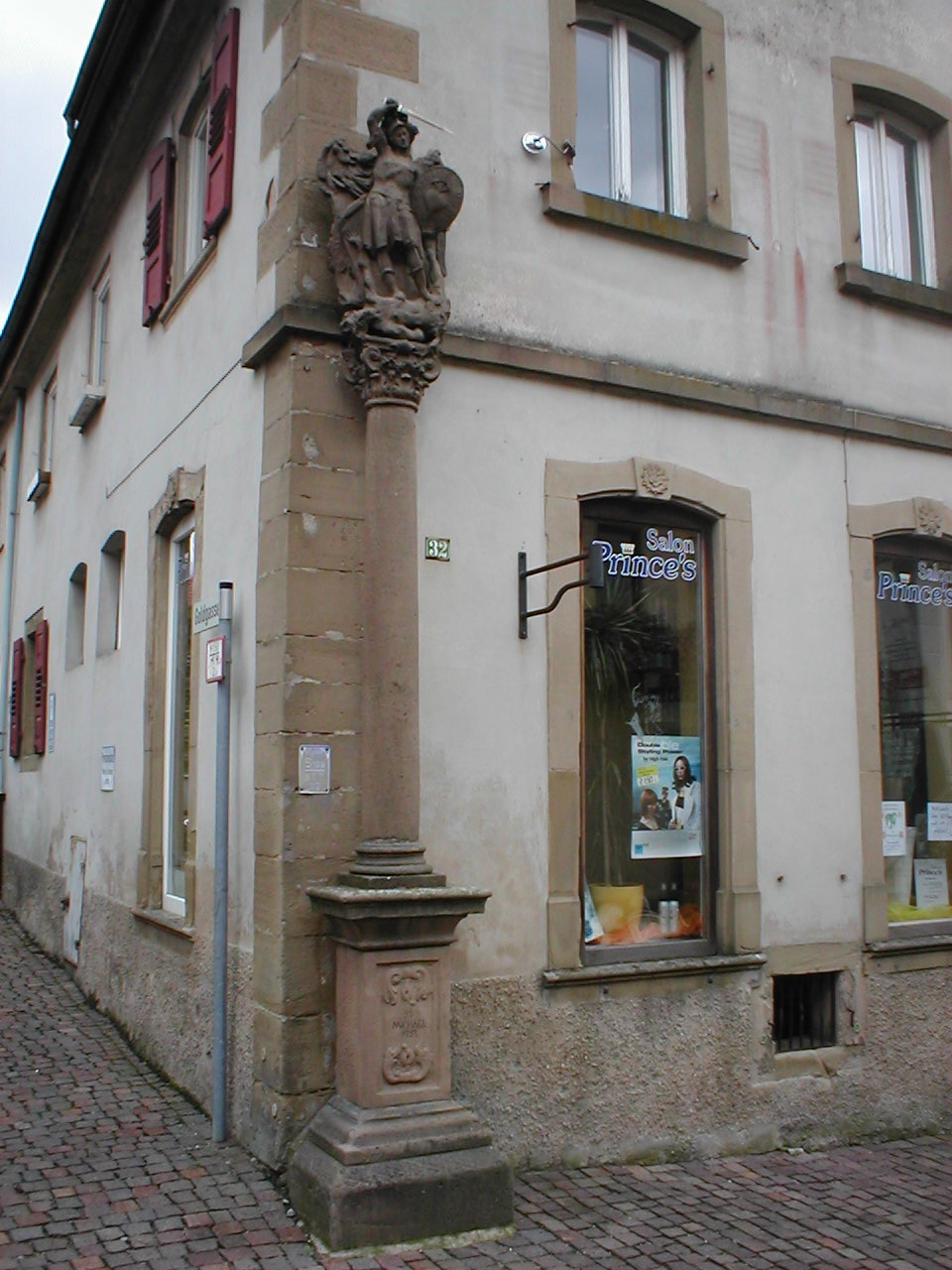
St. Michael von 1751
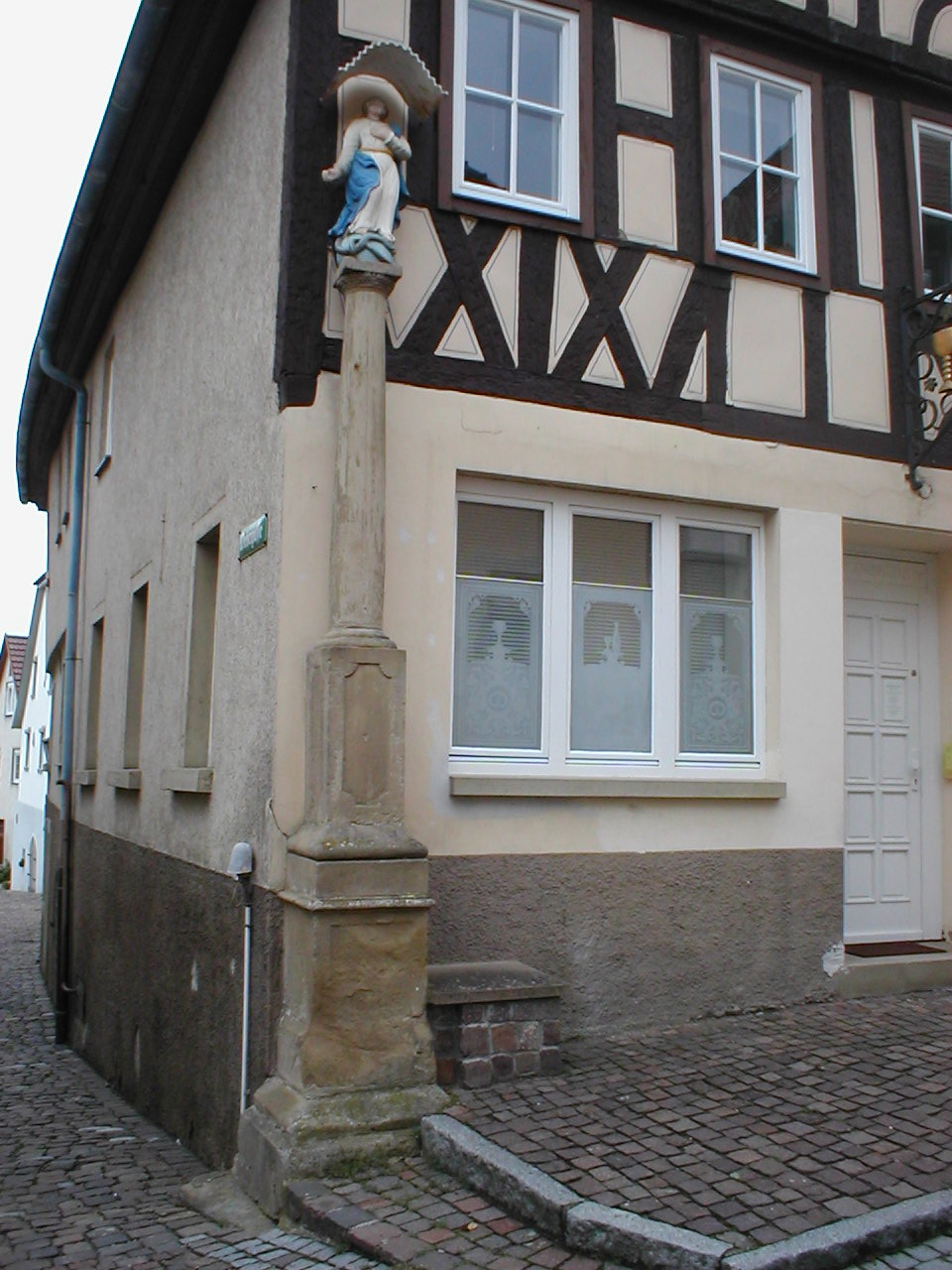
Maria Immaculata von 1772

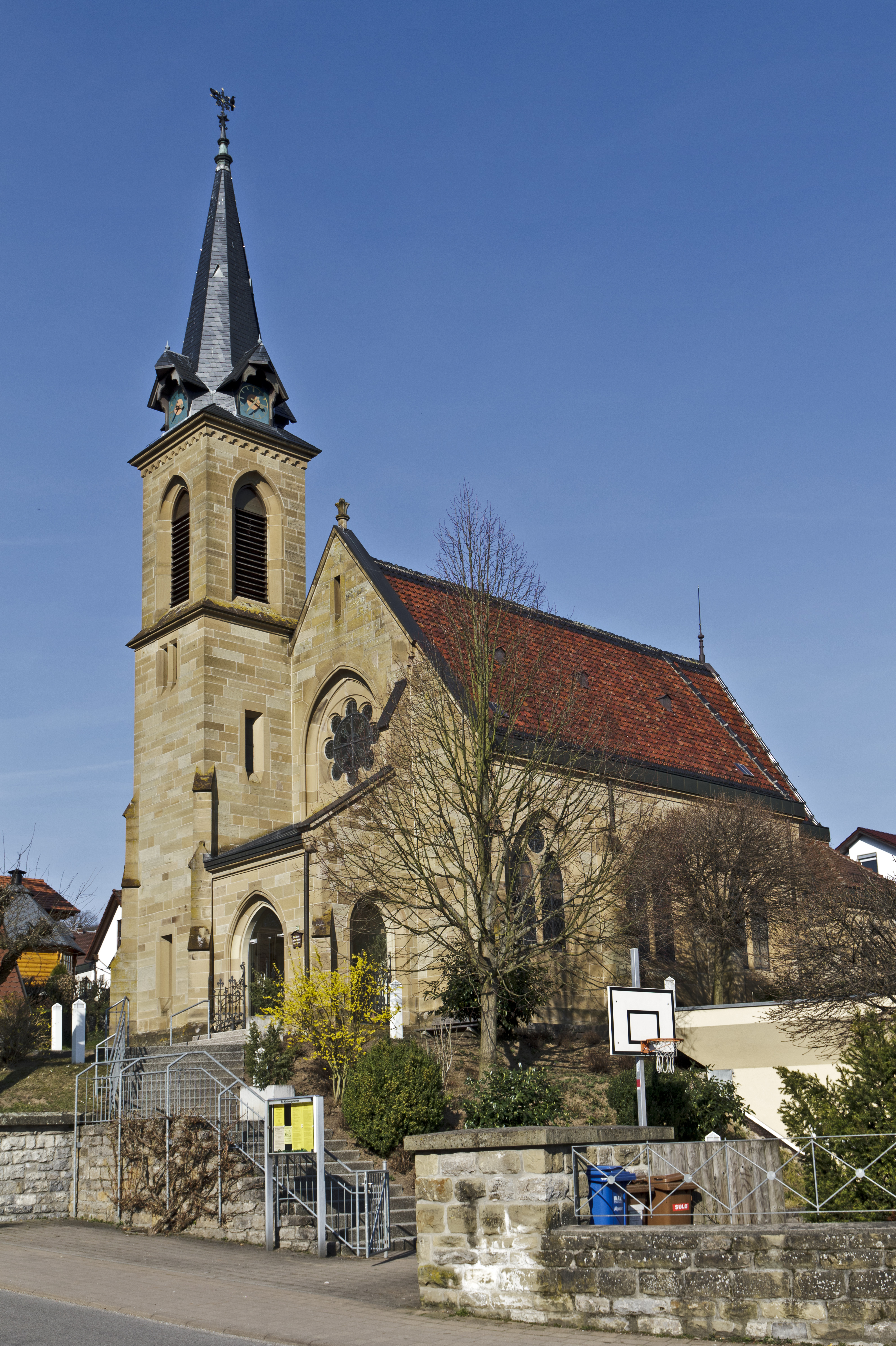
Evangelische Kirche

- Außerhalb der mittelalterlichen Stadtgrenzen steht ein Backhaus von 1839 sowie an der Ecke Panorama-/Tiefenbacher Straße die 1895/96 im Stil der Neogotik erbaute Evangelische Kirche.
- Am nördlichen Ortsausgang in Richtung Tiefenbach steht neben der Straße die Kreuzwegstation Calvarienberg, die aus einer Kapelle von 1627, einer Kreuzigungsgruppe sowie zahlreichen Bildstöcken besteht. Die Kapelle säumte ursprünglich die Straße nach Mosbach und wurde 1858 an ihren heutigen Standort versetzt.
- Die Staustufe Gundelsheim des Neckars liegt dicht an ihrer westlichen Siedlungsgrenze halb auf Gemarkung der Stadt.
- Alte Neckarmühle

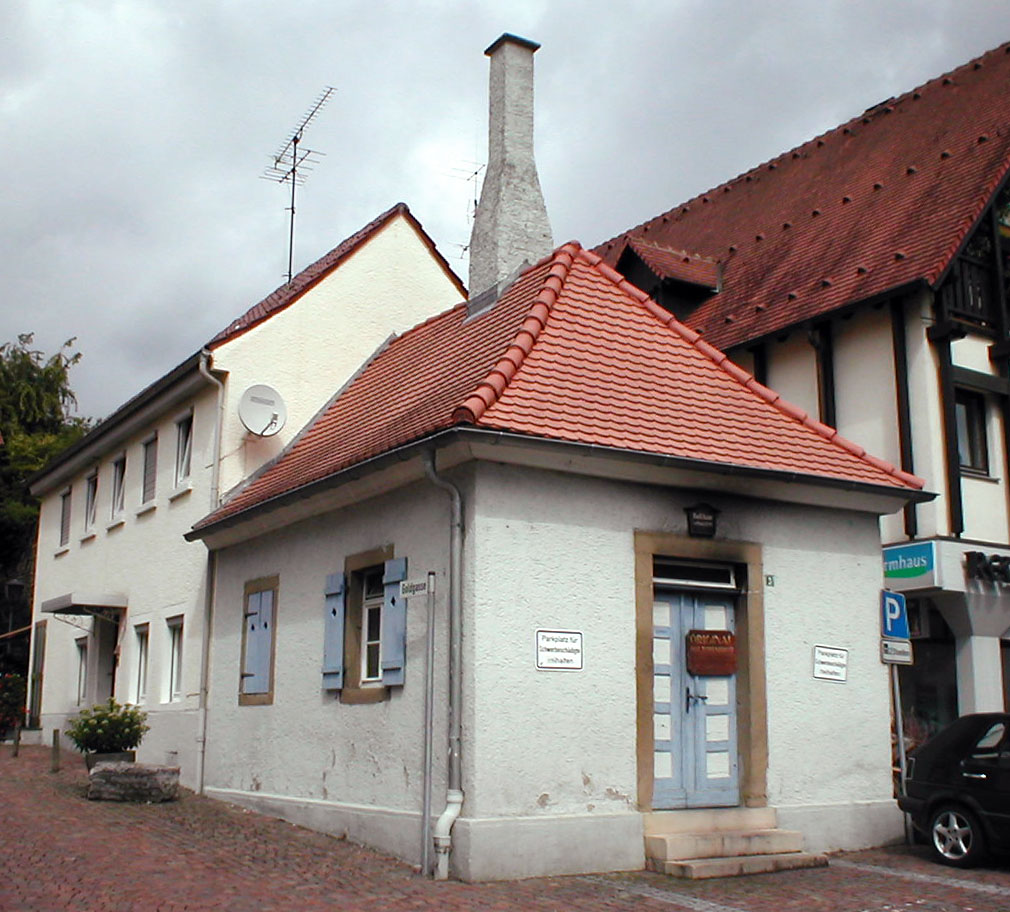
Backhaus von 1839
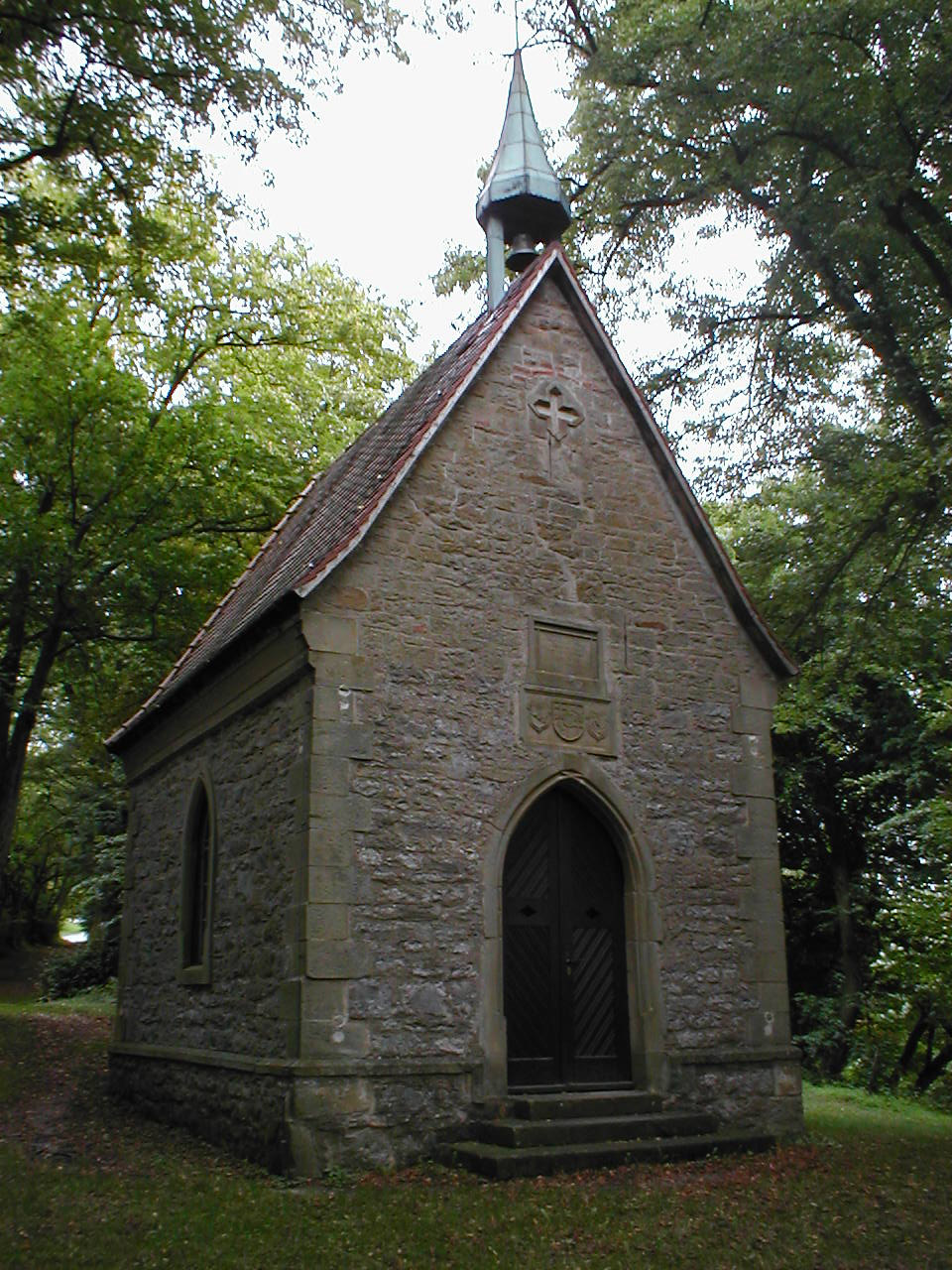
Kapelle von 1627 auf dem Calvarienberg
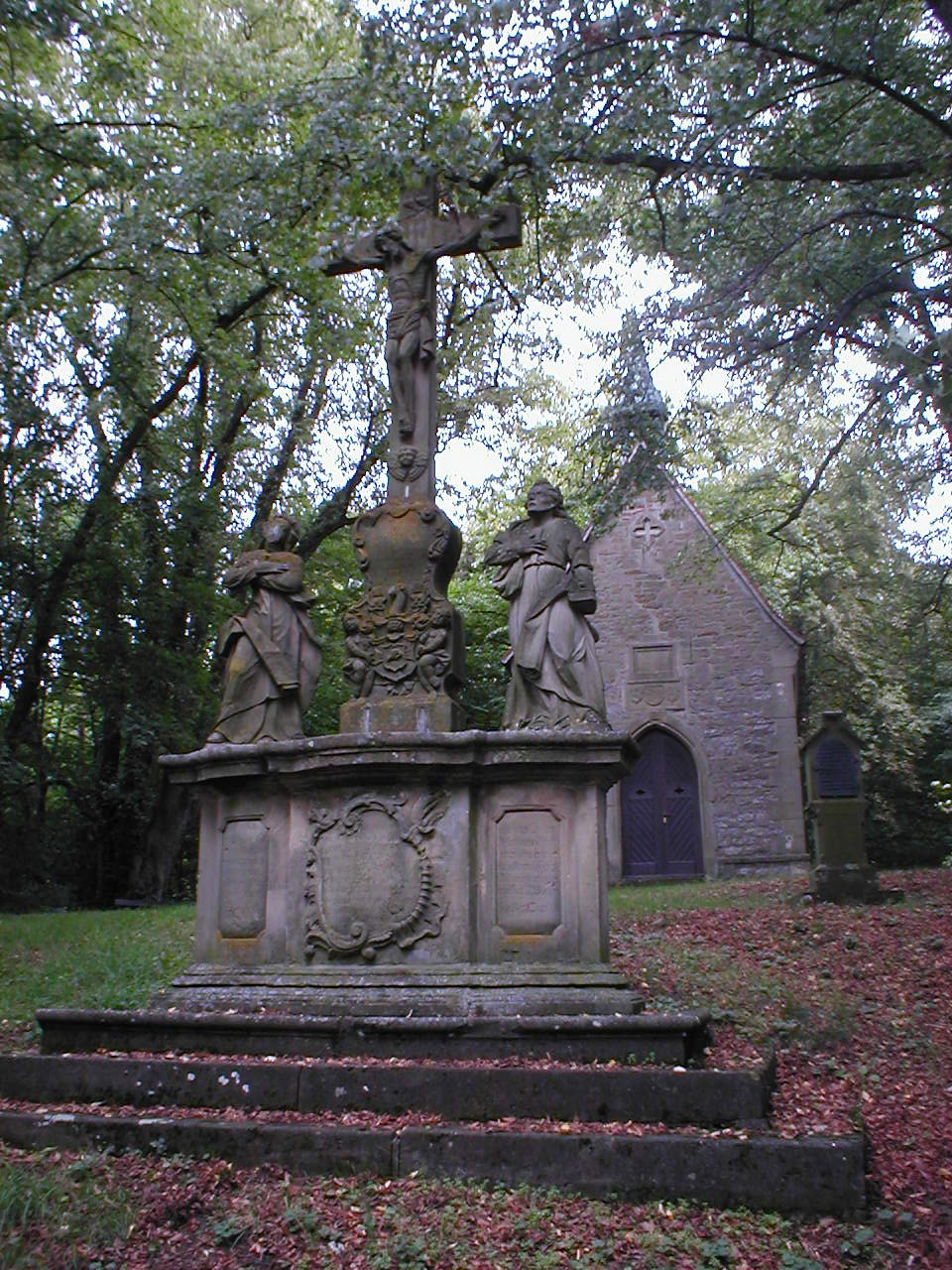
Kreuzigungsgruppe auf dem Calvarienberg

### Museen
Das Siebenbürgische Museum in Schloss Horneck, zentrales Museum der Siebenbürger Sachsen weltweit, zeigt Exponate zum Thema Siebenbürgen.
Fritz Schmid, Betreiber des Hotel-Restaurants Zum Lamm, sammelte ab 1966 alte Fahrzeuge. 1991 eröffnete er das Gundelsheimer Oldtimermuseum. Er stellte etwa 10 Autos, 1 Lkw, 32 Motorräder, 4 Mopeds und 1 Motor aus. Genannt werden Amilcar Type C 3 von 1927, Chevrolet Pick-up von 1951, DKW Munga von 1965, Ford Modell A von 1930, Goggomobil Coupé von 1965, Humber Super Snipe von 1939, Mercedes-Benz 170 DA von 1952,  Mercedes-Benz 190 SL von 1962, Messerschmitt Kabinenroller von 1962 und Opel von 1939. Nach eigenen Angaben schloss er Restaurant und Museum, was sich anhand der im Webarchiv gespeicherten Versionen seiner Internetseite auf den Zeitraum zwischen April und Juli 2017 datieren lässt.

### Regelmäßige Veranstaltungen
Das Gundelsheimer Altstadtfest ist ein seit 1981 nahezu jährlich veranstaltetes Straßenfest, bei dem die örtlichen Vereine bewirten.
Der traditionell am Faschingsdienstag stattfindende Umzug gehört zu den größten seiner Art im Raum Heilbronn.

## Wirtschaft und Infrastruktur

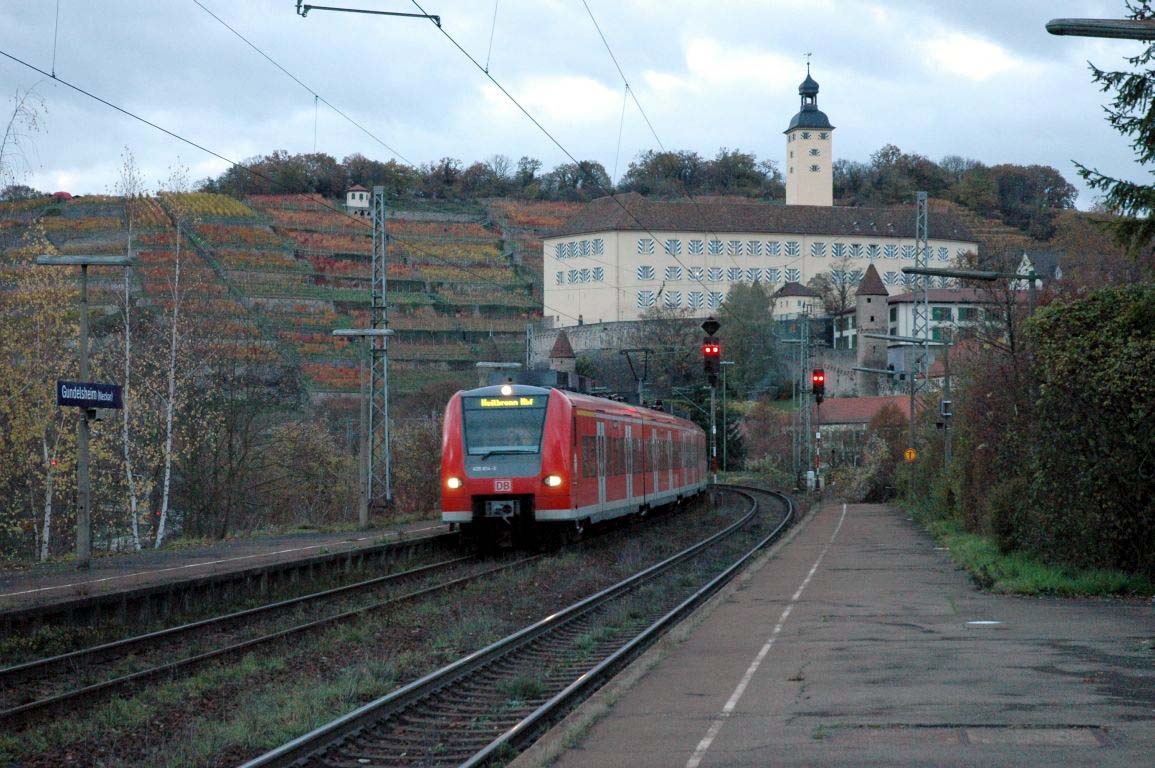
Bahnhof – Im Hintergrund Schloss Horneck

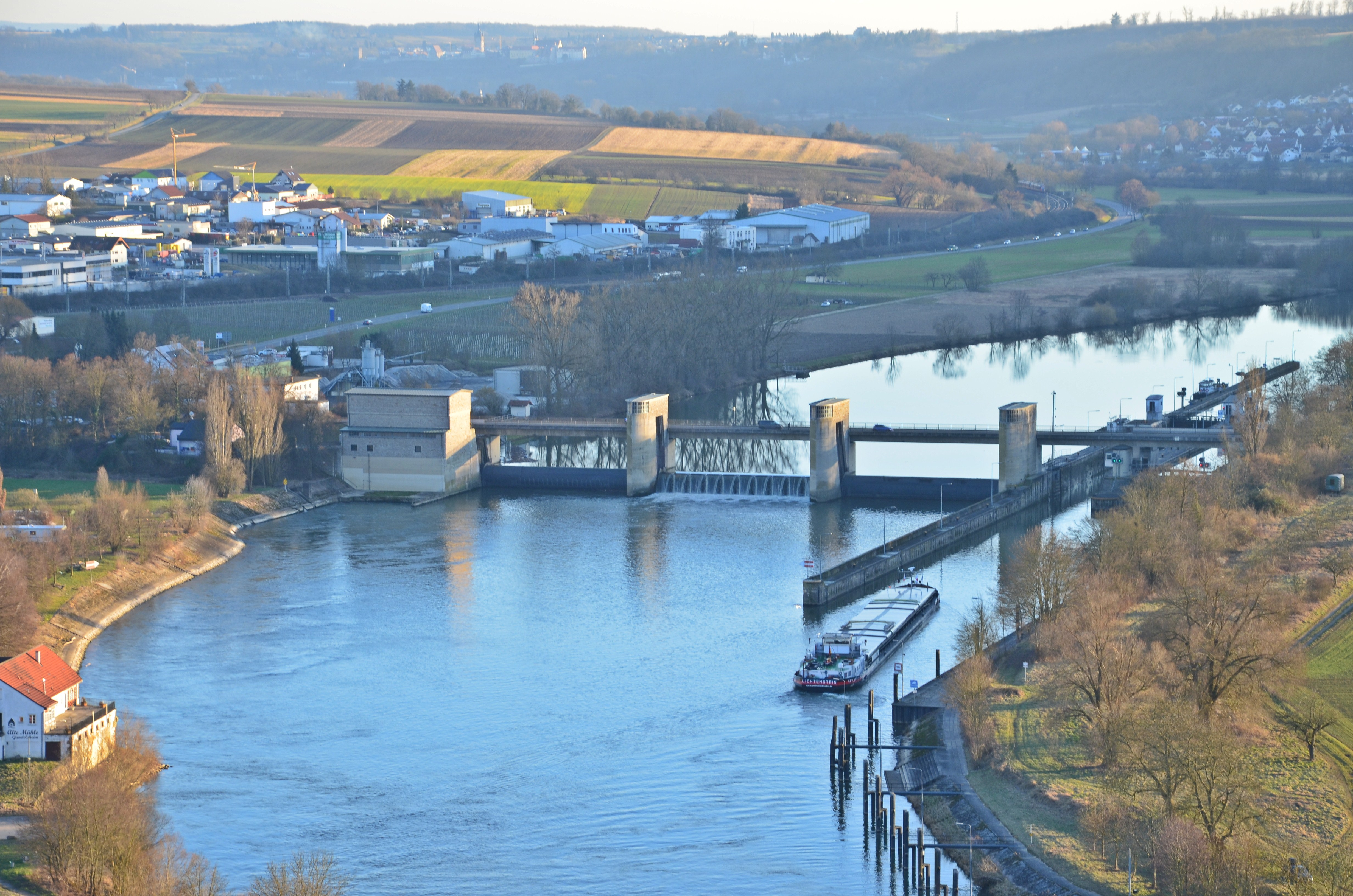
Gundelsheimer Schleuse

### Verkehr
Gundelsheim wird durch die Neckartalbahn (Heidelberg–Bad Friedrichshall) an das überregionale Schienennetz angebunden. Im Stunden-Takt verkehren Stadtbahnen der Linie S41 nach Mosbach und Heilbronn. Die Bundesstraße 27 führt meist am rechten Neckarufer durch das Stadtgebiet.
Der Ortsteil Obergriesheim besaß bis 1971 einen Bahnhof an der Frankenbahn (Stuttgart–Würzburg).
Durch eine Alltagsroute aus dem Radnetz Baden-Württemberg ist Gundelsheim 
- über Haßmersheim mit Mosbach,
- über Offenau mit Bad Friedrichshall und
- mit Bad Wimpfen verbunden.

Dicht an der Gundelsheim vorbei verläuft als Landes-Radfernweg der Neckartal-Radweg. Er führt von Villingen-Schwenningen nach Mannheim.

### Medien
Über das Geschehen in Gundelsheim berichtet die Tageszeitung Heilbronner Stimme in ihrer Ausgabe N, Landkreis Nord.

### Bildung
Die Horneckschule in Gundelsheim ist Grund-, Haupt- und Realschule. Darüber hinaus gibt es noch die Grundschule Höchstberg-Untergriesheim im Bad Friedrichshaller Stadtteil Untergriesheim.
Des Weiteren unterhält die Volkshochschule Unterland in Gundelsheim eine Außenstelle. Im Gundelsheimer Rathaus ist die Stadtbücherei untergebracht. Das Siebenbürgen-Institut mit Bibliothek und Archiv sitzt auf Schloss Horneck. Es gibt acht Kindergärten, fünf städtische und drei katholische. In Gundelsheim bietet die Musikschule Unterer Neckar und die Musikschule Harmonie Musikunterrichte an.

### Weinbau
Gundelsheim ist ein Weinbauort, dessen Lagen zur Großlage Staufenberg im Bereich Württembergisch Unterland des Weinbaugebietes Württemberg gehören.
Der Ort ist überregional bekannt für die Steillage Himmelreich. Der durch meterhohe Mauern gekleidete Felsvorsprung am Michelsberg ist die steilste noch bewirtschaftete Weinlage in Württemberg und wird teils vom Staatsweingut Weinsberg, teils von Privatwinzern bebaut.

### Ansässige Unternehmen
Größter Arbeitgeber Gundelsheims ist die 1963 gegründete Peter Kwasny GmbH, ein Familienunternehmen, das Lacke und Spraydosen herstellt. Insgesamt beschäftigt die Kwasny-Unternehmensgruppe rund 400 Mitarbeiter, davon rund 300 in Gundelsheim und 50 in einem Logistikzentrum in Sinsheim. Der Umsatz betrug 2011 rund 60 Millionen Euro.
1920 bis 2001 bestand zudem die Schwäbische Conservenfabrik Gundelsheim, ab 1930 als Tochterunternehmen von Kühne mit der eigenen Marke Gundelsheim, die Mitte der 1960er-Jahre bis zu 650 Mitarbeiter beschäftigte und vornehmlich Essiggurken herstellte. Die Unternehmerfamilie Kühne war zuvor mehrfach ins Gundelsheimer Sanatorium von Ludwig Roemheld (Roemheld-Syndrom) im Schloss Horneck gekommen und hatte schließlich eine Villa in Gundelsheim gebaut. 1933 entstand ein großes neues Fabrikgebäude für die Konservenfabrik in Stahlbeton-Bauweise mit Backsteinverkleidung. 2001 schloss Kühne die Gundelsheimer Konservenfabrik, unter anderem wegen zu hoher Produktionskosten, und verlagerte die Produktion nach Schweinfurt.

## Persönlichkeiten

### Söhne und Töchter der Stadt
- Kaspar Gretter (ca. 1501–1557), lutherischer Theologe und Reformator
- Paul Wilhelm Wenger (1912–1983), Journalist und Publizist, Berater Konrad Adenauers
- Rolf Thieringer (1927–2022), Politiker (CDU)
- Uwe Grund (* 1952), Politiker (SPD) und Gewerkschaftsfunktionär

### Persönlichkeiten, die vor Ort wirkten
- Ludwig Roemheld (1871–1938), Internist aus Gundelsheim (siehe Roemheld-Syndrom), seit 1921 Ehrenbürger Gundelsheims[25]
- Gustav Gündisch (1907–1996), Historiker und Archivar